# Batalla d'Anglaterra
La batalla d'Anglaterra (anglès: Battle of Britain; alemany: Luftschlacht um England) és el nom atorgat a l'esforç estratègic que la Força Aèria Alemanya (Luftwaffe) van llançar durant l'estiu i la tardor de 1940 per obtenir la superioritat aèria sobre la Royal Air Force (RAF) britànica, especialment sobre el Comandament de Caces. El nom prové d'un discurs pronunciat a la Cambra dels Comuns del Regne Unit pel Primer Ministre Winston Churchill, durant el qual digué "La Batalla de França s'ha acabat. Crec que la Batalla d'Anglaterra està a punt de començar..."
La batalla d'Anglaterra va ser la primera gran campanya que va ser combatuda enterament per forces aèries. Va ser la campanya de bombardeig major i més sostinguda realitzada fins a la data. El fracàs de l'Alemanya Nazi en assolir els seus objectius (destruir les defenses aèries de Gran Bretanya o forçar al Regne Unit a abandonar la guerra forçant un armistici o la rendició) és considerat tant la seva primera gran derrota com un punt d'inflexió crucial en la guerra. Si la campanya aèria hagués tingut èxit, hauria estat continuada per l'assalt amfibi i aerotransportat sobre el Regne Unit previst a l'operació Lleó Marí. A mesura que la batalla progressava, les operacions es van estendre a nivell estratègic; la destrucció sistemàtica dels centres de producció aeronàutica i la infraestructura terrestre. Eventualment, tant la Luftwaffe com la RAF van atacar zones de marcada significació política mitjançant tàctiques de bombardeig de terror.
Ni el Führer alemany Adolf Hitler ni el seu Alt Comandament militar (Oberkommando der Wehrmacht, o OKW) creien possible portar a terme un assalt amfibi a les illes britàniques fins que la RAF hagués estat neutralitzada. Alguns historiadors, com Derek Robinson, han afirmat que la invasió no hauria pogut tenir èxit: la immensa superioritat de la Royal Navy sobre la Kriegsmarine hagués convertit Lleó Marí en un desastre, i la Luftwaffe hauria sigut incapaç d'evitar la intervenció decisiva dels creuers i dels destructors britànics, tot i gaudir de la superioritat aèria.
Els historiadors britànics situen la batalla entre el 10 de juliol i el 31 d'octubre de 1940, que representa el període de bombardeig diurn més intens. Els historiadors alemanys, en canvi, situen l'inici de la batalla a mitjans d'agost de 1940 i l'acaben al maig de 1941, amb la retirada de les unitats de bombarders en preparació a l'operació Barbarroja, la campanya contra la Unió Soviètica iniciada el 22 de juny de 1941.

## Antecedents
Els atacs de la Luftwaffe sobre la Gran Bretanya s'iniciaren amb atacs sobre objectius navals, amb atacs de bombarders sobre el Firth of Forth el 16 d'octubre de 1939 i sobre Scapa Flow l'endemà; però no hi hagué grans atacs durant el període de la Guerra de Broma, fins que Hitler l'acaba el 10 de maig de 1940 amb la invasió dels Països Baixos.
Després de l'evacuació de l'exèrcit anglo-francès a Dunkerque (Operació Dinamo) del 26 de maig i la rendició de França el 22 de juny de 1940, Alemanya tenia el continent europeu sota control. L'única potència que li resistia era Gran Bretanya. Adolf Hitler va projectar la victòria total en el teatre europeu suposant que, després de la rendició de França, Gran Bretanya, derrotada al continent i sense aliats europeus, no trigaria a sucumbir. Confirmada la neutralitat dels Estats Units, Gran Bretanya es trobava aïllada del continent europeu. Ni tan sols la Unió Soviètica, l'enemic natural d'Alemanya, estava disposada a plantar cara al poder alemany. De fet Mólotov, el ministre d'Afers exteriors soviètic, es va apressar a enviar una felicitació a Alemanya pel contundent triomf en sòl francès. Amb aquest escenari tan favorable per als seus objectius, Hitler va considerar que l'única solució honrosa que li quedava a Gran Bretanya era rendir-se. Tot i que hi havia una part de l'opinió pública britànica i dels seus governants que creien que calia arribar a una pau negociada amb Alemanya (entre ells el Secretari del Foreign Office Lord Halifax, el recentment nomenat Primer Ministre Churchill rebutjà considerar un armistici amb l'Alemanya de Hitler. L'hàbil ús churchilià de la retòrica va encendre l'opinió pública contra una pau negociada i preparà als britànics per a una llarga guerra.
El 16 de juliol, en un esforç per acabar la guerra a l'oest, Hitler ordenà una ràpida preparació d'un pla per envair Gran Bretanya. Hitler esperava que els britànics acceptarien la pau usant els preparatius com a mesures de pressió. Abans d'això, l'11 de juliol, el Groβadmiral Raeder parlà amb Hitler sobre que la invasió només es podria considerar com a darrera solució, i només quan s'assolís la superioritat aèria. La Kriegsmarine havia resultat molt tocada durant la campanya de Noruega, amb diversos dels seus vaixells enfonsats o malmesos, mentre que la Royal Navy disposava de més de 50 destructors, 21 creuers i 8 cuirassats a la Flota d'Aigües Locals, que havia perdut 6 destructors i 23 més havien resultat danyats i posats fora de servei durant l'evacuació de Dunkerque, els 21 destructors restants eren suficients per fer front a l'afeblida Kriegsmarine quan es llancés la invasió. L'única solució era fer servir els bombarders en picat de la Luftwaffe, la qual cosa requeriria una superioritat aèria per tal d'operar de manera efectiva. Tot i que Hitler es mostrà d'acord amb les observacions de Raeder, ordenà a tots els serveis que fessin els preparatius necessaris per llançar un assalt amfibi un cop s'hagués assolit la superioritat aèria.
El pla va ser preparat per l'OKW. L'operació, amb nom clau Seelöwe (Lleó Marí), va ser preparat per realitzar-se a mitjans de setembre de 1940, i preveia desembarcaments a la costa sud de Gran Bretanya, juntament amb un assalt aerotransportat. Tots els preparatius s'havien de fer a mitjans d'agost.

## Les forces oposades
La Luftwaffe s'encarava a un enemic més que capaç del que s'havia trobat abans: una força aèria de gran mida, altament coordinada i ben subministrada, amb avions capaços d'enfrontar-se als Messerschmitt Bf 109E i als Bf 110C. La major part de la força combativa de la RAF descansava sobre el Hurricane Mk I. L'actuació del Spitfire Mk I sobre Dunkerque havia estat una sorpresa per als Jagdwaffe, tot i que encara la creença majoritària era que el Bf 109 era un caça superior.

### Els avions: els caces
El Bf 109E era superior al Hurricane; podia enlairar-se millor i era entre uns 50 i 65 km/h més ràpid. No obstant això, el Hurricane podia girar més tancat que els 109 o els Spitfire. El Bf 109E i el Spitfire tenien, en certes zones claus, avantatges sobre l'altre. A certes alçades, el 109 podia enlairar-se millor que els caces britànics.
| « | Realment les diferències entre el Spitfire i el Me 109 en actuació i maneig eren només marginals, i en combat gairebé sempre estaven subjectes a consideracions tàctiques: quin havia vist primer a l'altre, si tenia l'avantatge del Sol, l'alçada, les xifres, l'habilitat del pilot, la situació i la coordinació tàctica, la quantitat de combustible que els quedava, etc. | » |

El Bf 109 també podia ser usat com a caça-bombader. El Bf 109 E-7 tenia la capacitat de portar una bomba de 250 kg sota l'estructura. El Bf 109, a diferència del Stuka, podia, després de llançar la bomba, lluitar en termes d'igualtat amb els caces de la RAF.
A l'inici de la batalla, el Messerschmitt Bf 110 Zerstörer (Destructor) bimotor de llarg abast havia de combatre amb els caces de la RAF mentre que escortava les flotes de bombarders de la Luftwaffe. Tot i que el Bf 110 era més ràpid que el Hurricane i gairebé tant com el Spitfire, la seva manca d'acceleració i capacitat de maniobra el van fer fracassar en el seu paper de caça d'escorta de llarg abast. La seva actuació més destacada durant la Batalla va ser com a schnellbomber (bombarder ràpid). Una unitat, el Erprobungsgruppe 210, demostrà que el Bf 110 podia ser usat per atacar petits objectius.
El Boulton Paul Defiant va tenir alguns èxits inicials sobre Dunkerque contra els caces de la Luftwaffe que l'atacaven de cua per la seva semblança al Hurricane. Però durant la batalla, aquest avió d'un motor i dos tripulants demostrà que havia quedat molt desfassat. Per diversos motius, el Defiant no disposava de cap armament al davant, i la seva pesada torreta no li permetia lluitar d'igual a igual amb els Bf 109 o els Bf 110. A finals d'agost, després de patir pèrdues desastroses, els Defiant van ser retirats del servei diürn.
Han hagut diverses crítiques vers la decisió de mantenir aquests avions operatius (així com el Fairey Battle al Comandament de Bombarders), en lloc de retirar-los i desballestar-los, permetent que els seus motors Rolls-Royce Merlin poguessin anar als altres caces i que els seus pilots (uns 300) fossin reentrenats per volar amb els Hurricane

### Els avions: els bombarders
Els 4 bombarders principals de la Luftwaffe eren el Heinkel He 111, el Dornier Do 17, i el Junkers Ju 88 per a bombardeig de nivell, i per bombardeigs en picat, el Junkers Ju 87 Stuka. El Heinkel He 111 va usar-se en nombre molt major que la resta durant el conflicte, i és molt més conegut, en part pel disseny de les seves ales. Cadascun dels bombarders de nivell tenien versions de reconeixement que van ser usades durant la batalla.
Tot i que en els anteriors combats de la Luftwaffe havia tingut èxit, durant la Batalla d'Anglaterra el Ju 87 va patir pèrdues prohibitives donada la seva poca velocitat i la seva vulnerabilitat per a la interceptació de caces. De resultes d'aquestes grans pèrdues, el 18 d'agost els Ju 87 van ser retirats de la batalla. Els altres 3 tipus de bombarders van diferir en les seves capacitats: el Heinkel 111 era el més lent, el Ju 88, un cop havia llançat les seves bombes, era el més veloç de tots; i el Do 17 tenia la menor capacitat de bombes. Tots 3 tipus de bombarders van patir grans pèrdues a mans dels caces britànics, però les del Ju 88 van ser desproporcionades.
Posteriorment durant el conflicte, quan els bombardeigs nocturns esdevingueren més freqüents, tots 3 bombarders també van ser usats en aquesta missió. Però a causa de la seva poca capacitat de càrrega, el lleuger Do 17 va ser menys emprat en aquest propòsit que el He 111 i el Ju 88.
Al costat britànic es van usar principalment 3 bombarders per a les operacions nocturnes contra objectius com les fàbriques, ports d'invasió i centres ferroviaris: l'Armstrong Whitworth Whitley, el Handley-Page Hampden i el Vickers Wellington estaven classificats com a bombarders pesats per la RAF, tot i que el Hamden era, en realitat, un bombarder mitjà comparable al He 111. El Bristol Blenheim bimotor i el Fairey Battle monomotor eren bombarders lleugers; el Blenheim era el model més estès del Comandament de Bombarders i era usat en atacs contra vaixells, ports, camps d'aviació i fàbriques del continent tant de dia com de nit; mentre que el Battle rarament va ser usat en operacions.

### Pilots

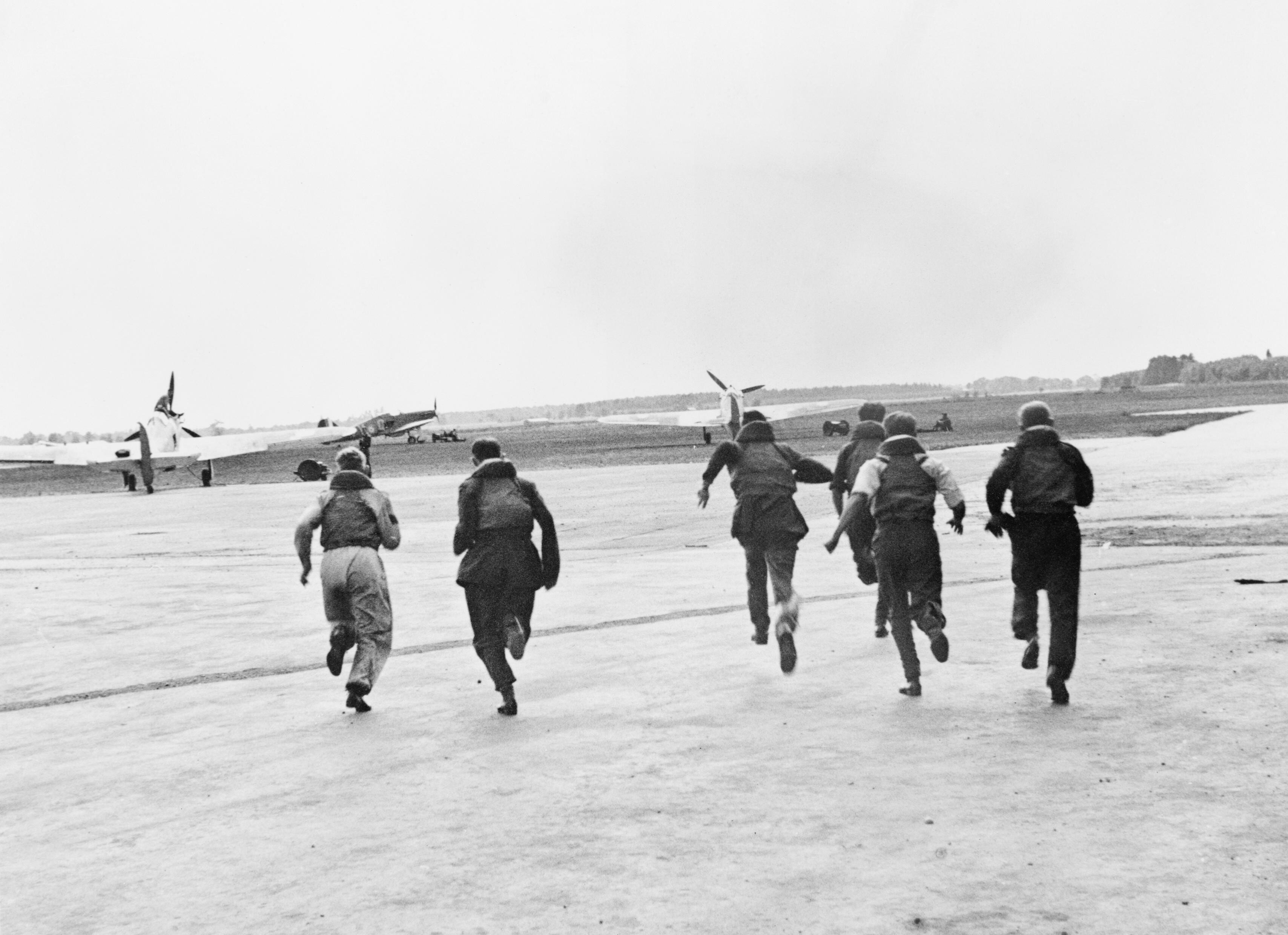
Pilots de la RAF corrent cap als seus avions

Abans de la guerra, els processos de la RAF per seleccionar els potencials candidats estaven més preocupats amb la situació social que no pas en les actituds actuals. A l'estiu de 1940 hi havia uns 9.000 pilots a la RAF per a 5.000 avions, la majoria dels quals eren bombarders. No obstant això, el problema de la mancança de pilots era autoinfligida, degut a la ineficàcia en l'entrenament i les assignacions. Quan la producció aeronàutica arribava a 300 avions setmanals, només 200 pilots eren entrenats en el mateix període. A més, van assignar-se més pilots a esquadrons que no tenien avions. Un altre problema va ser que només un 30% dels 9.000 pilots van ser destinats a esquadrons operatius; un 20% dels pilots estaven destinats a tasques d'entrenament de pilots, i un 20% estaven rebent instrucció addicional, com els cursos que s'oferien al Canadà per a alumnes de la Commonwealth, tot i que ja estaven qualificats. La resta estaven assignats a posicions d'estat major, segons la política dictada per la RAF per la qual només els pilots podien prendre decisions d'estat major i de comandament operatiu, fins i tot en assumptes d'enginyeria. En el punt màxim de la lluita, i donada la insistència de Churchill, només 30 pilots van ser alliberats dels seus deures administratius per ser enviats al front. Per aquests motius, la RAF tenia una mancança de pilots experimentats a l'inici de la batalla, i va ser la mancança de pilots experimentats als esquadrons de combat, més que no pas la mancança d'avions, el que esdevingué la màxima preocupació per al Mariscal en Cap de l'Aire Hugh Dowding. Partint de les forces regulars de la RAF, així com de la Força Aèria Auxiliar i la Reserva Voluntària, l'1 de juliol els britànics podien comptar amb uns 1.103 pilots de caces. Els pilots de reemplaçament, amb poc entrenament de vol real i sovint sense entrenament d'armament de cap mena, van patir grans baixes.
La Luftwaffe podia reunir més pilots de caça, uns 1.450, principalment degut a un entrenament més eficient, els quals a més eren veterans. Partint d'un quadre de veterans de la Guerra Civil espanyola, tenien cursos específics d'armament aeri, així com instruccions en tàctiques dissenyades per lluitar contra caces. Els manuals d'entrenament de la Luftwaffe també predicaven contra l'heroisme, marcant com a més important atacar quan les circumstàncies fossin favorables al pilot.

#### Participació internacional
Ambdós bàndols van rebre suport internacional durant la Batalla d'Anglaterra.

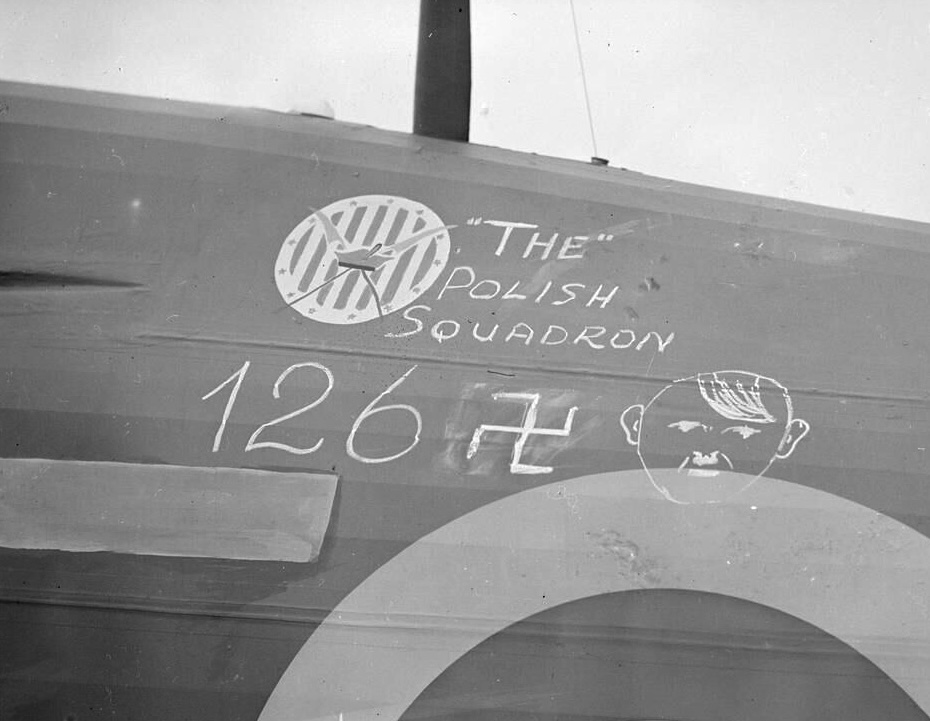
Els pilots del 303è Esquadró van reclamar 126 avions alemanys o "Adolfs" durant la Batalla

##### Bàndol Aliat
Les llistes d'honor de la Royal Air Force durant la Batalla d'Anglaterra reconeixen a 574 pilots no britànics (d'un total de 3.000) que com a mínim van realitzar una sortida operativa amb una unitat de la RAF o de l'Arma Aèria de la Flota entre el 10 de juliol i el 31 d'octubre de 1940.
Aquesta relació inclou a 139 polonesos, 98 neozelandesos, 86 canadencs, 84 txecoslovacs, 29 belgues, 21 australians, 20 sud-africans, 13 francesos, 10 irlandesos i diversos voluntaris provinents dels Estats Units, Jamaica, palestins, Rhodèsia del Sud i lituans.

##### L'Eix
Una unitat de la Reial Força Aeronàutica italiana, la Regia Aeronautica, va ser desplegada en suport a la Luftwaffe durant la Batalla d'Anglaterra. Aquest cos expedicionari va ser anomenat "Cos Aeri Italià", i entrà en acció per primera vegada a finals d'octubre de 1940. Va prendre part en les darreres accions de la batalla, aconseguint escassos èxits. La unitat va ser retirada a inicis de 1941.

### Formacions de Caces
A finals de la dècada de 1930, el Comandament de Caces no esperava haver-se d'encarar amb caces d'un únic motor sobre Gran Bretanya, sinó només contra bombarders. Segons aquesta premissa es formularen diverses tàctiques de zona de combat, adherint-se rígidament, en les que s'involucraven una sèrie de maniobres dissenyades a concentrar la potència de foc d'un esquadró per abatre els bombarders: sense la possibilitat aparent de tenir caces d'escorta de què preocupar-se, els pilots de caça volaven en una estreta secció de 3 en forma de V (Vics). Aquests esquadrons restringits a 12 estretes formacions, compostes per 4 seccions en formació de V. Amb aquesta formació, només el Cap d'Esquadró al capdavant era lliure per buscar l'enemic; mentre que la resta de pilots havien de concentrar-se en mantenir la formació. L'entrenament de caces de la RAF també emfatitzava en els atacs de manual per seccions atacant en seqüència. El Comandament de Caces va reconèixer la feblesa d'aquesta estructura rígida des de l'inici de la batalla; però considerà que seria massa arriscat canviar les tàctiques enmig dels combats, car els pilots de reemplaçament, sovint amb un temps de vol mínim, no podrien retenir-les, i uns pilots inexperts necessitaven un lideratge ferm a l'aire que només unes formacions rígides podien oferir. Els pilots alemanys van anomenar les formacions de la RAF Idiotenreihen (fileres d'idiotes), car deixaven els seus esquadrons vulnerables davant els atacs.
En canvi, la Luftwaffe emprava una secció solta de dos (anomenada Rotte), basada en un líder (Rottenführer) seguit a una distància d'uns 180 metres pel seu escorta (anomenat Rottenhund o Katschmareks), que volava una mica més alt i estava entrenat per estar sempre amb el seu líder. Mentre que el líder era lliure per buscar els avions enemics i podia cobrir els punts cecs del seu company, l'escorta podia concentrar-se en recercar l'espai aeri en els punts cecs del líder, a dalt i a baix. Qualsevol avió atacant podia trobar-se enmig dels 2 109s. Aquesta formació va ser desenvolupada basant-se en els principis formulats per l'as de la Primera Guerra Mundial Oswald Boelcke el 1916. la Força Aèria Finesa adoptà des de 1934 unes formacions semblants, per motius de comparació, encara que van ser els pilots de la Luftwaffe (com Günther Lützow i Werner Mölders, entre d'altres durant la Guerra Civil espanyola) els que les van perfeccionar.
A les formacions de la Luftwaffe, la parella permetia al Rottenführer concentrar-se en obtenir victòries. Aquest darrer aspecte, però, causà certa desafecció entre els rangs inferiors donat que les altes marques d'alguns Rottenführer van ser obtingudes a expenses dels Katschmareks. Durant la Batalla d'Anglaterra, un pilot que abatia 20 avions era automàticament condecorat amb la Ritterkreuz (Creu de Cavaller de la Creu de Ferro), a la que afegia les Fulles de Roure, les Espases i els Diamants per cada 20 avions addicionals. D'aquests pilots que semblaven tenir un desig constant per aquestes condecoracions es deia que patien de Halsweh (mal de coll). Pocs escortes de les formacions de caces de la Luftwaffe podien abatre avions enemics, mentre que els seus caps de formació podien assolir grans marques.
Dues d'aquestes seccions formaven un equip anomenat Schwarm, on tots els pilots podien veure què passava al voltant d'ells. Cadascun dels d'una volaven a alçades de 180 metres entre ells, fent que la formació fos difícil de veure de lluny permetent-los gaudir d'una gran flexibilitat. Mitjançant un gir tancat, un Schwarm podia canviar ràpidament de direcció.
Els Me 110 també van adoptar la mateixa formació Schwarm que els 109, però no eren tan capaços per usar el mateix avantatge. Quan atacaven, els Zerstörergruppen recorrien a usar grans cercles defensius, en els que cada 110 guardava la cua de l'avió que tenia al davant. Göring ordenà que havien d'anomenar-se cerces ofensius, en un intent en va de millorar una moral decaiguda. Aquestes formacions sovint van tenir èxit en atacar els caces de la RAF, que sovint eren abatuts pels 109 que volaven més alts. Això va contribuir a crear el mite que els 110 eren escortats pels 109. El mètode d'atac de més èxit dels 110 era el "rebot" des de dalt.
Els pilots del front de la RAF eren plenament conscients de les deficiències inherents de les seves pròpies tàctiques. Es va aprovar un compromís mitjançant el qual els esquadrons emprarien formacions molt més flexibles amb un ó dos "teixidors" volant independentment per damunt i darrere de la formació, per donar-los una millor observació i protecció des de la rereguarda; això tendia a fer que els homes amb menys experiència eren sovint els primers a ser abatuts sense que la resta de pilots se 'adonessin que es trobaven sota atac. Durant la batalla, el 74è Esquadró del cap d'esquadró Adolph "Sailor" Malan adoptà una variació de la formació alemanya anomenada "les quatre potes darrere de la popa", que era una gran millora sobre la vella "Vic". La formació de Malan va ser posteriorment usada de manera generalitzada pel Comandament de Caces.

## L'estratègia de la Luftwaffe

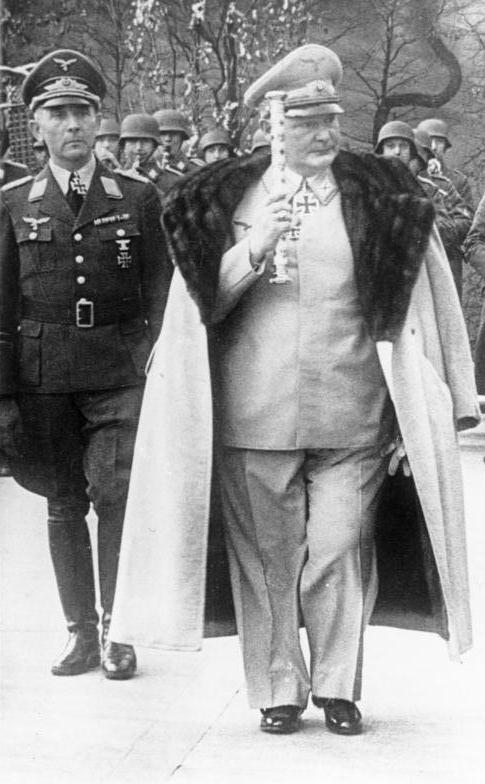
Hermann Göring, el comandant de la Luftwaffe

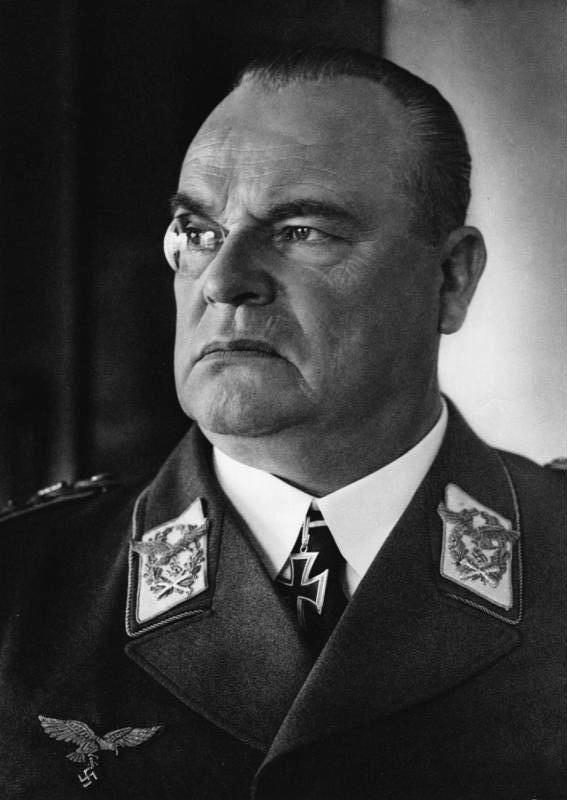
Hugo Sperrle

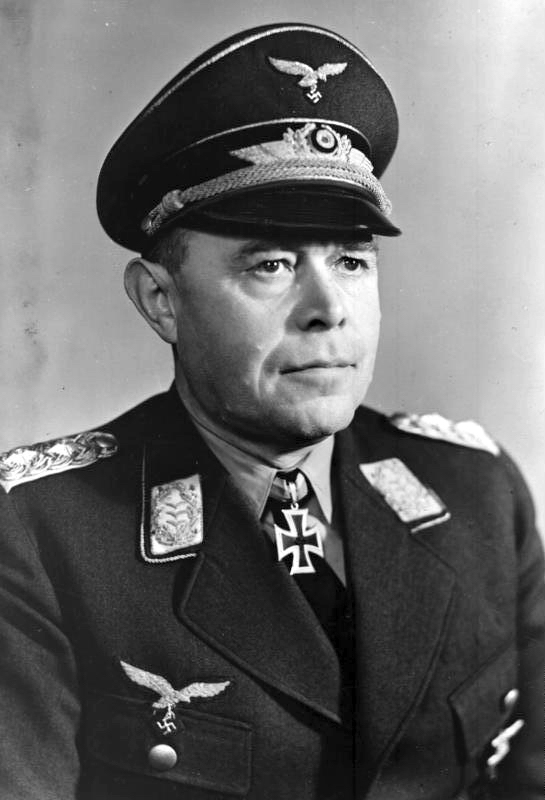
Albert Kesselring

La Luftwaffe va ser dissenyada per oferir suport tàctic a l'exèrcit en el camp de batalla. Durant les ofensives de la blitzkrieg contra Polònia, Dinamarca i Noruega i França i els Països Baixos, la Luftwaffe havia cooperat amb el Heer. Però a la Batalla d'Anglaterra, en canvi, la Lufwaffe hauria de tenir un paper estratègic, quelcom perquè no estava preparada. La seva tasca principal era assegurar la supremacia aèria sobre el sud-est d'Anglaterra, per permetre el camí d'una flota d'invasió.
La Luftwaffe es reagrupà després de la Batalla de França en 3 Luftflotten (Flotes Aèries) sobre els flancs meridional i septentrional de Gran Bretanya. La Luftflotte 2, comandada pel Generalfeldmarschall Albert Kesselring, era responsable del bombardeig del sud-est d'Anglaterra i la zona de Londres. La Luftflotte 3, del Generalfeldmarschall Hugo Sperrle, tenia com a objectius el West Country, els Midlands i el nord-oest d'Anglaterra. La Luftflotte 5, del Generaloberst Hans-Jürgen Stumpff i aquarterada a Noruega, hauria d'atacar el nord d'Anglaterra i Escòcia. A mesura que la batalla avançava, les responsabilitats van variar, amb la Luftflotte 3 adquirint és responsabilitats pels atacs nocturns del Blitz, mentre que els atacs diürns queien sobre les espatlles de la Luftflotte 2.
Les estimacions inicials de la Luftwaffe eren que costaria 4 dies destruir el Comandament de Caces de la RAF al sud d'Anglaterra. Després seguiria una ofensiva de 4 setmanes durant les quals els bombarders i els caces de llarg d'abast destruirien totes les instal·lacions militars del país, així com la indústria aeronàutica britànica. El pla era que la campanya havia de començar atacant els camps d'aviació de la costa, movent-se gradualment cap a l'interior del país per atacar l'anell de camps que defensaven Londres. Les correccions posteriors donaven a la Luftwaffe 5 setmanes, entre el 8 d'agost i el 15 de setembre, per assolit una superioritat aèria temporal contra Anglaterra. Per assolir aquest objectiu, el Comandament de Caces havia de ser destruït a terra o a l'aire, per tal que la Luftwaffe pogués mantenir la seva força per tal de donar suport a la invasió. Això significava que la Luftwaffe hauria d'assolir una alta taxa d'abatuts sobre els caces de la RAF. L'única alternativa a l'objectiu de la superioritat aèria era mitjançant una campanya de bombardeig de terror dirigida contra la població civil; però es considerà com la darrera alternativa i va ser expressament prohibida per Hitler.
La Luftwaffe va mantenir àmpliament aquest esquema, però els seus comandants tenien diferències d'opinió sobre l'estratègia. Speerle volia eliminar tota la infraestructura de defensa aèria bombardejant-la. Pel seu costat, Kesselring preferia bombardejar Londres directament; ha fos per bombardejar el govern britànic fins a la submissió o per portar els caces de la RAF a una batalla decisiva. Göring no va fer res per resoldre aquest desacord entre els seus comandants, i llevat d'unes vagues directives llançades en les etapes inicials de la batalla, Göring es mostrà incapaç de decidir quina estratègia havia de seguir la Luftwaffe. De fet, semblava més obsessionat a mantenir el seu propi poder a la Luftwaffe i mantenir les seves desfasades creences sobre la guerra a l'aire, la qual cosa el portaria a cometre grans errors estratègics i tàctics.

### Tàctiques

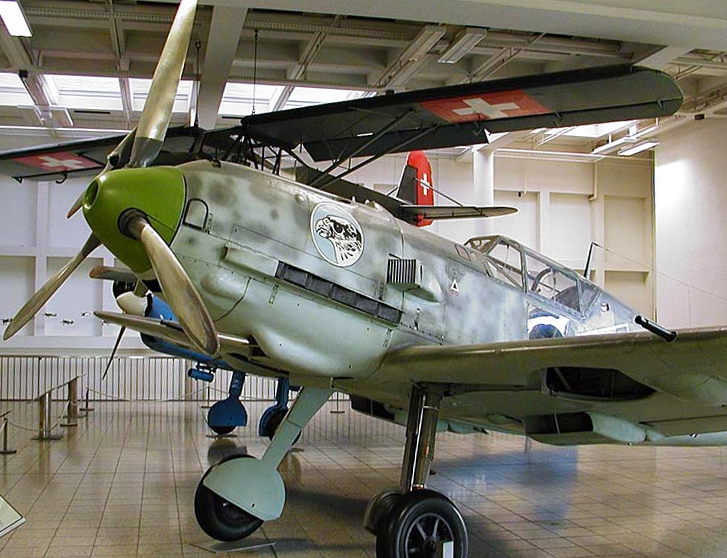
Messerschmitt Bf 109E

Les tàctiques de la Luftwaffe estaven influenciades pels seus caces. El Bf 110 demostrà ser massa vulnerable als esquius caces monomotors de la RAF. Això comportà que la major part dels deures d'escorta va recaure sobre els Bf 109. Les tàctiques de caces eren complicades per a les tripulacions de bombarders que demanaven una protecció propera. Després de les dures batalles del 15 i del 18 d'agost, Göring es reuní amb els seus caps d'unitat. Durant aquesta conferència, es va destacar la necessitat pels caces per trobar-se a temps amb els bombarders. També es decidí que un Gruppe de bombarders només podia estar adequadament protegit mitjançant diversos Gruppen de 109s. A més, Göring estipulà que s'haurien de deixar tants caces com fos possible pel Freie Jagd (aquesta formació de caces precediria un atac per tal d'escombrar tants defensors com fos possible abans no arribessin els bombarders). Les unitats de Ju 87, que havien patit un altíssim nombre de baixes, només s'haurien d'usar sota unes circumstàncies particularment favorables. A inicis de setembre, a causa de les cada vegada majors queixes de les tripulacions de bombarders sobre que els caces de la RAF semblaven ser capaços de superat la pantalla d'escorta, Göring ordenà un increment en les tasques d'escorta. Aquesta decisió lligà molts BF 109 als bombarders, tot i que eren més útils per escortar als bombarders, les baixes entre les caces augmentaren car es veien forçats a volar i maniobrar a poca velocitat.
La Luftwaffe varià en diverses ocasions les seves tàctiques per tal d'intentar trencar les defenses de la RAF. Llançà diverses escombrades de caces que volaven per lliure, coneguts com a Freie Jagd (Caçadors Lliures) per tal que s'enfrontessin amb els caces de la RAF. Els controladors de caces de la RAF, però, eren sovint capaços de detectar-los i de situar els seus esquadrons per evitar-los, mantenint el pla de Dowding de guardar la força de caces per a les formacions de bombarders. La Luftwaffe també provà d'usar petites formacions de bombarders com a esquer, cobrint-los amb un gran nombre d'escortes. Això demostrà tenir més èxit, però els deures d'escorta lligaven els caces als bombarders i la seva lentitud els feia més vulnerables.
Al setembre, les tàctiques estàndard pels atacs s'havien convertit en una amalgama de tècniques: un Freie Jagd precedia les principals formacions d'atac. Els bombarders volaven en altituds entre 16.000 i 20.000 peus (entre 4.900 i 6.100 metres), escortats de prop pels caces. Els escortes anaven dividits en dues parts (normalment Gruppen), alguns operant a prop dels bombarders, i els altres a uns centenars de metres i una mica per damunt. Si la formació era atacada des d'estribord, la secció d'estribord s'enfrontava als atacants, la secció superior es movia cap a estribord i la secció de babord es movia cap a la posició superior. Si l'atac venia pel costat de babord, llavors el sistema es revertia. Si els caces britànics venien per la rereguarda, llavors era la secció darrera qui s'enfrontava a ells i les altres dues seccions es movien de manera semblant cap al darrere. Si l'amenaça veia pel davant, la secció de davant entrava en acció mentre que les seccions laterals guanyaven alçada per tal de ser capaces de seguir els caces de la RAF si aconseguien traspassar la pantalla. Si l'atac venia de diverses direccions, llavors totes les seccions volaven en cercles defensius. Aquestes tàctiques van ser hàbilment desenvolupades i portades a la pràctica, i eren extremadament difícils de contrarestar.

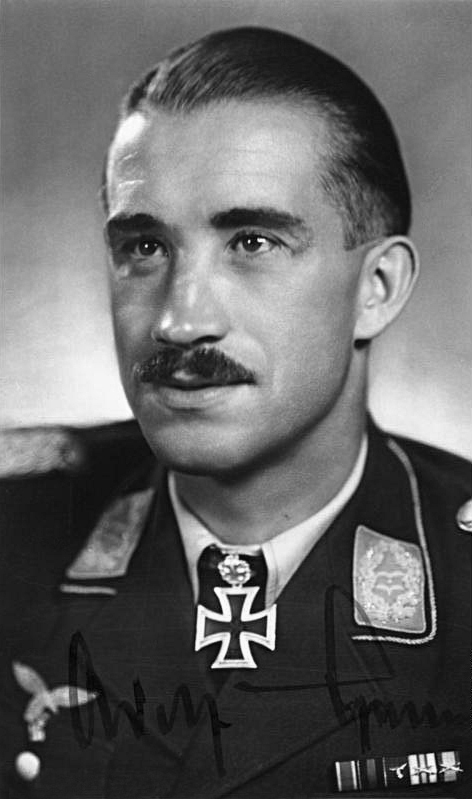
Adolf Galland, el carismàtic i exitòs líder del III./JG 26, que arribà a ser Geschwaderkommodore del JG 26 el 22 d'agost.

L'As alemany Adolf Galland afirmà que:
| « | Teníem la impressió que, féssim el que féssim, estàvem equivocats. La protecció de caces pels bombarders creava molts problemes que havien de ser solucionats en acció. Els pilots de bombarders preferien una pantalla propera en la que la seva formació estigués envoltada de parelles de caces seguint un curs en zigzag. Òbviament, la visible presència dels caces de protecció donava una major sensació de seguretat als pilots de bombarders. Però això era una conclusió errònia, ja que un caça només pot dur a terme la seva tasca purament defensiva tenint la iniciativa en l'ofensiva. Mai havia d'esperar fins que fos atacat perquè llavors perdia l'oportunitat d'atacar. Realment els pilots de caces preferíem la caça lliure durant l'aproximació i sobre la zona de l'objectiu. Això dona el major alleujament i la millor protecció a la força de bombarders. | » |

El principal desavantatge que havien de patir els pilots dels Bf 109 era que sense el benefici dels dipòsits de rebuig de llarg abast (que només van ser introduïts en nombre limitat i durant les darreres etapes de la batalla), normalment un dipòsit de 300 litres, els 109 només tenien autonomia per una hora i, els 109E, només un radi de 600 km. Un cop sobre Gran Bretanya, un pilot de 109 havia de tenir contínuament la vista posada sobre el llum vermell de "poc combustible": un cop s'encenia, estava obligat a girar cua i tornar immediatament cap a França. Amb la perspectiva d'haver de realitzar dos llargs vols sobre el mar, i sabent que la seva autonomia es veia altament reduïda quan havien d'escortar bombarders o durant el combat, els Jagdflieger van encunyar el terme Kanalkrankheit (malaltia de Canal).

### Intel·ligència
La Luftwaffe patia de la seva mancança d'intel·ligència militar sobre les defenses britàniques. Els serveis d'intel·ligència alemanys estaven fracturats i plens de rivalitats, i la seva actuació general podria ser qualificada d'aficionada. El 1940, només hi havia uns pocs agents alemanys operant al Regne Unit i les diverses temptatives d'introduir-hi espies al país van ser avortades.
De resultes de la interceptació de les transmissions de ràdio, els alemanys començaren a adonar-se'n que els caces de la RAF estaven sent controlats des d'instal·lacions terrestres: al juliol i a l'agost, l'avió Graf Zeppelin, que portava equips per escoltar les transmissions de la RAF i del RDF, volava al voltant de les costes de Gran Bretanya. Tot i que la Luftwaffe interpretà correctament el propòsit dels nous procediments de control des del terra, van jutjar-lo incorrectament com a rígid i sense efectivitat. L'existència del sistema britànic del radar era ben conegut per la Luftwaffe des d'abans de la guerra, però l'altament desenvolupat sistema Dowding, enllaçat amb el control de caces, s'havia mantingut en secret. Fins i tot quan existia una bona informació, com al novembre de 1939, els informes de l'Abwer sobre la força i les capacitats del Comandament de Caces pel Abteilung V, va ser ignorat si no encaixava amb les preconcepcions convencionals.
El 16 de juliol, el Abteilung V, comandat pel Oberstleutnant "Beppo" Schmid, va redactar un informe sobre la RAF i sobre les capacitats defensives britàniques que va ser adoptat pels comandants de front com a base per als seus plans operatius. Un dels principals errors de l'informe va ser la falta d'informació de qualsevol mena sobre les capacitats dels sistemes de control i la xarxa de RDF de la RAF; assumia que el sistema era rígid i gens flexible, i que els caces de la RAF estaven "lligats" a les seves bases. Una optimista però errònia conclusió afirmava que:
| « | Situació dels Subministraments... Actualment la indústria aeronàutica britànica produeix entre 180 i 300 avions caces de primera línia i 140 bombarders al mes. En vista a les condicions presents relatives a la producció (l'aparició de dificultats per aconseguir matèries primeres o la caiguda de la producció en les fàbriques degut els atacs aeris, l'augment de la vulnerabilitat d'un atac aeri a causa de la reorganització fonamental de la indústria aeronàutica actualment en progrés), es creu que de moment la producció es reduirà en lloc d'incrementar-se. En el cas d'una intensificació de la guerra aèria s'espera que la força actual de la RAF decaurà, i aquest declivi serà agreujat pel continu decreixement en la producció. | » |

A causa d'aquesta declaració, reforçada per un altre informe més detallat, publicat el 10 d'agost, hi havia una creença entre els comandants de la Luftwaffe que la RAF quedaria curta de caces de primera línia de front. La Luftwaffe creia que estava afeblint el Comandament de Caces tres vegades la taxa real de baixes. En moltes ocasions, l'alt comandament cregué que el Comandament de Caces s'havia col·lapsat, només per descobrir que la RAF seguia sent capaç d'enlairar formacions defensives a voluntat.
Durant tota la batalla, la Luftwaffe va haver de fer nombroses sortides de reconeixement per maquillar els pobres informes d'intel·ligència. Els avions de reconeixement (en un inici principalment els Do 17, i posteriorment els Bf 110) van resultar ser unes preses fàcils pels caces de la RAF, ja que en poques ocasions podien anar escortats pels Bf 109. Per tant, la Luftwaffe va operar a cegues durant gran part de la batalla, insegura de la força real de l'enemic, de la seva capacitat i del seu desplegament. Molts dels camps d'aviació del Comandament de Caces mai no van ser atacats, mentre que els atacs contra els suposats aeroports de caces van ser contra les estacions de defenses costaneres o contra els camps dels bombarders. Els resultats dels bombardeigs i dels combats aeris van ser altament exagerats, donades les reclamacions de victòries entusiastes i la dificultat d'una confirmació efectiva sobre el territori enemic. Enmig de l'atmosfera entusiasta d'una victòria percebuda, els comandants de la Luftwaffe cada cop s'allunyaren més de la realitat. Aquesta manca de lideratge i d'una intel·ligència sòlida significà que els alemanys no van adoptar cap estratègia consistent, tot i quan la RAF estava gairebé fora de combat. Més encara, mai no va haver-hi un enfocament sistemàtic contra cap tipus d'objectiu específic (com els camps d'aviació, les estacions de radar o les fàbriques aeronàutiques), i per tant, tots els esforços es diluïen en l'atzar.

### Ajudes a la navegació
Mentre que els britànics empraven el radar per a la defensa aèria de manera més efectiva del que els alemanys s'adonaren, la Luftwaffe intentà desnivellar la balança amb sofisticats sistemes de radionavegació, dels quals els britànics no en sabien res. Un d'aquest era el Knickebein (Cama torta), que era emprat durant els atacs nocturns i els que requerien gran precisió.

### Rescat aire–mar
La Luftwaffe estava molt millor preparada que la RAF per al rescat aire–mar, amb una unitat, la Seenotdienst, equipada amb hidroavions Heinkel He 59, especialment destinat a recollir aviadors caiguts al mar del Nord, al Canal de la Mànega i a l'Estret de Dover. A més, els avions de la RAF anaven equipats amb bots salvavides i els aviadors portaven sobres d'una substància química anomenada fluorescein que, en contacte amb l'aigua, creava una gran taca verda brillant fàcil de veure.
D'acord amb la Convenció de Ginebra, els He 59 anaven desarmats i pintats completament de blanc, amb senyals de registre civil i creus roges. No obstant això, els caces de la RAF van atacar-los, especialment quan anaven escortats pels Bf 109.
Després que dos He 59 fossin obligats a amarar pels caces de la RAF, l'1 i el 9 de juliol, el 13 de juliol es va lliurar una ordre a la RAF plena de controvèrsia, en la que s'instruïa que, a aprtir del 20 de juliol, els avions del Seenotdienst havien de ser abatuts. Un dels motius donats per Churchill va ser:
| « | No reconeixem aquest mitjà de rescat de pilots enemics perquè poguessin venir de nou i tornar a bombardejar la nostra població civil... totes les ambulàncies aèries han de ser abatudes o forçades a retrocedir pels nostres caces abans que el Gabinet de Guerra aprovi ordres definitives. | » |

El Ministeri de l'Aire lliurà un comunicat al govern alemany el 14 de juliol:
| « | Ha arribat al coneixement del Govern de Sa Majestat del Regne Unit que avions enemics amb insígnies civils i amb el distintiu de la Creu Roja han volat recentment sobre els vaixells britànics al mar i prop de la costa britànica, i que han estat emprats per a fins pels quals el Govern de Sa Majestat no pot veure com en consonància amb els privilegis que generalment es concedeixen a la Creu Roja. El Govern de Sa Majestat desitja concedir facilitats raonables als avions ambulàncies per al transport de malalts i ferits, i d'acord amb la Convenció de la Creu Roja, un avió que participi directament en l'evacuació de ferits i malalts serà respectat, sempre que s'acompleixin les disposicions pertinents de la Convenció de Ginebra. El Govern de Sa Majestat no pot, però, garantir la immunitat a les aeronaus que volen les zones on les operacions estiguin en progrés en terra o al mar, o que s'apropin al territori britànic o aliat, o a territori d'ocupació britànica, o sobre els vaixells britànics o aliats. Els avions ambulància que no compleixin les disposicions anteriors ho faran sota el seu propi risc i perill. | » |

Els He 59 blancs ben aviat van ser repintats en colors de camuflatge i armats amb metralladores defensives. Tot i que quatre He 59 més van ser abatuts pels caces de la RAF, els Seenotdienst van seguir recollint aviadors de la Luftwaffe i Aliats durant tota la batalla, guanyant-se el reconeixement d'Adolf Galland per la seva valentia.

## L'estratègia de la RAF

### ElSistema Dowding

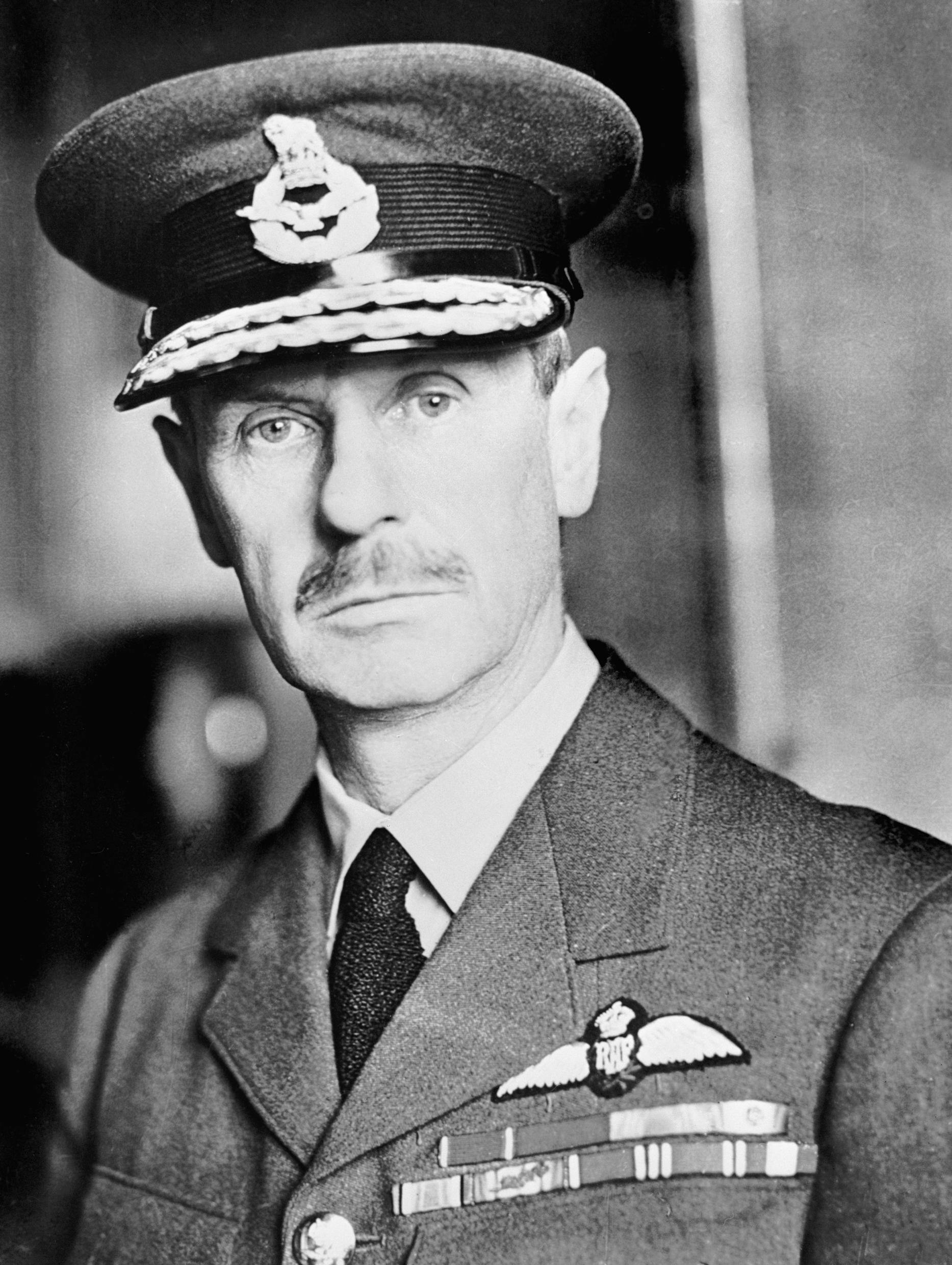
El Mariscal en Cap de l'Aire Hugh Dowding

Veure: Llista dels esquadrons oficialment acreditats de la Batalla d'Anglaterra
El punt clau de la defensa britànica va ser la complexa infraestructura de detecció, comandament i control que va haver-hi durant la batalla. Va ser anomenat el "Sistema Dowding" en honor del seu arquitecte, el Mariscal en Cap de l'Aire Sir H.C.T. "Stuffy" Dowding, el cap del Comandament de Caces de la RAF. S'ha d'advertir que el sistema original de defensa aèria, que Dowding va heretar, havia estat establert per Major General E. B. Ashmore. Dowding va construir i va modernitzar el que havia estat creat per Ashmore. Durant el curs de la batalla diverses unitats del Comandament Costaner i del Braç Aeri de la Flota van passar a les ordres del Comandament de Caces.

#### Grups
L'espai aeri britànic va ser dividit en 4 grups:
- Grup 10, que defensava Gal·les i el West Country, comandat pel Vicemariscal de l'Aire Sir Quintin Brand.
- Grup 11, que cobria el sud-est d'Anglaterra i les aproximacions a Londres, comandat pel Vicemariscal de l'Aire Keith Park.
- Grup 12, que defensava els Midlands i East Anglia, comandat pel Vicemariscal de l'Aire Trafford Leigh-Mallory.
- Grup 13, que cobria el nord d'Anglaterra, Escòcia i Irlanda del Nord, comandat pel Vicemariscal de l'Aire Richard Saul.

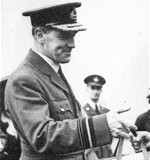
Quintin Brand
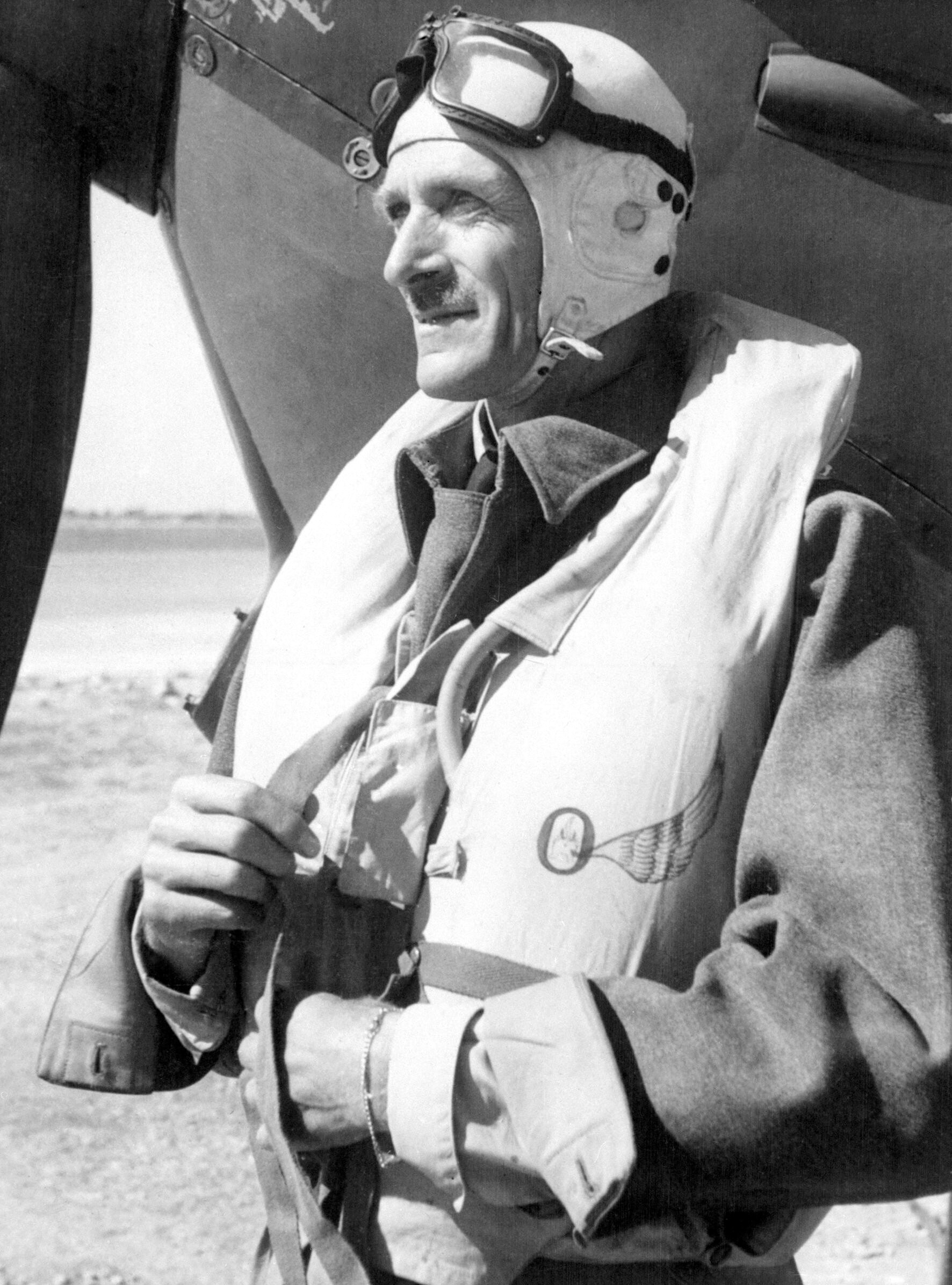
Keith Park
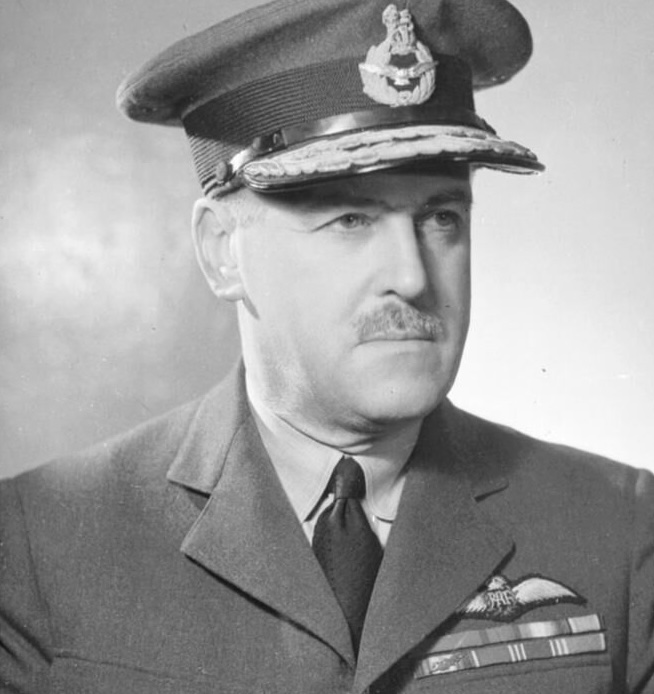
Trafford Leigh-Mallory
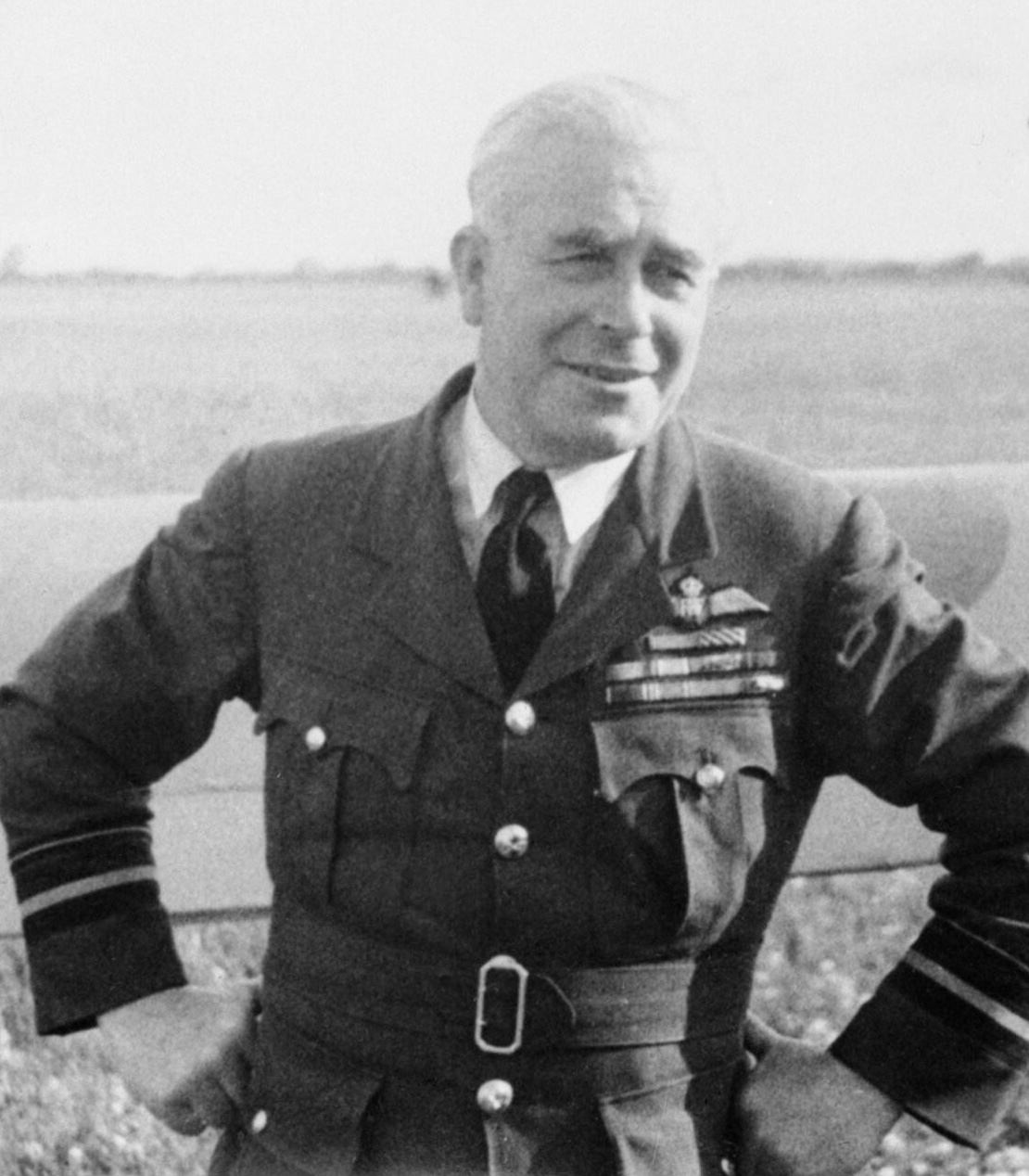
Richard Saul

#### Els sistemes de control

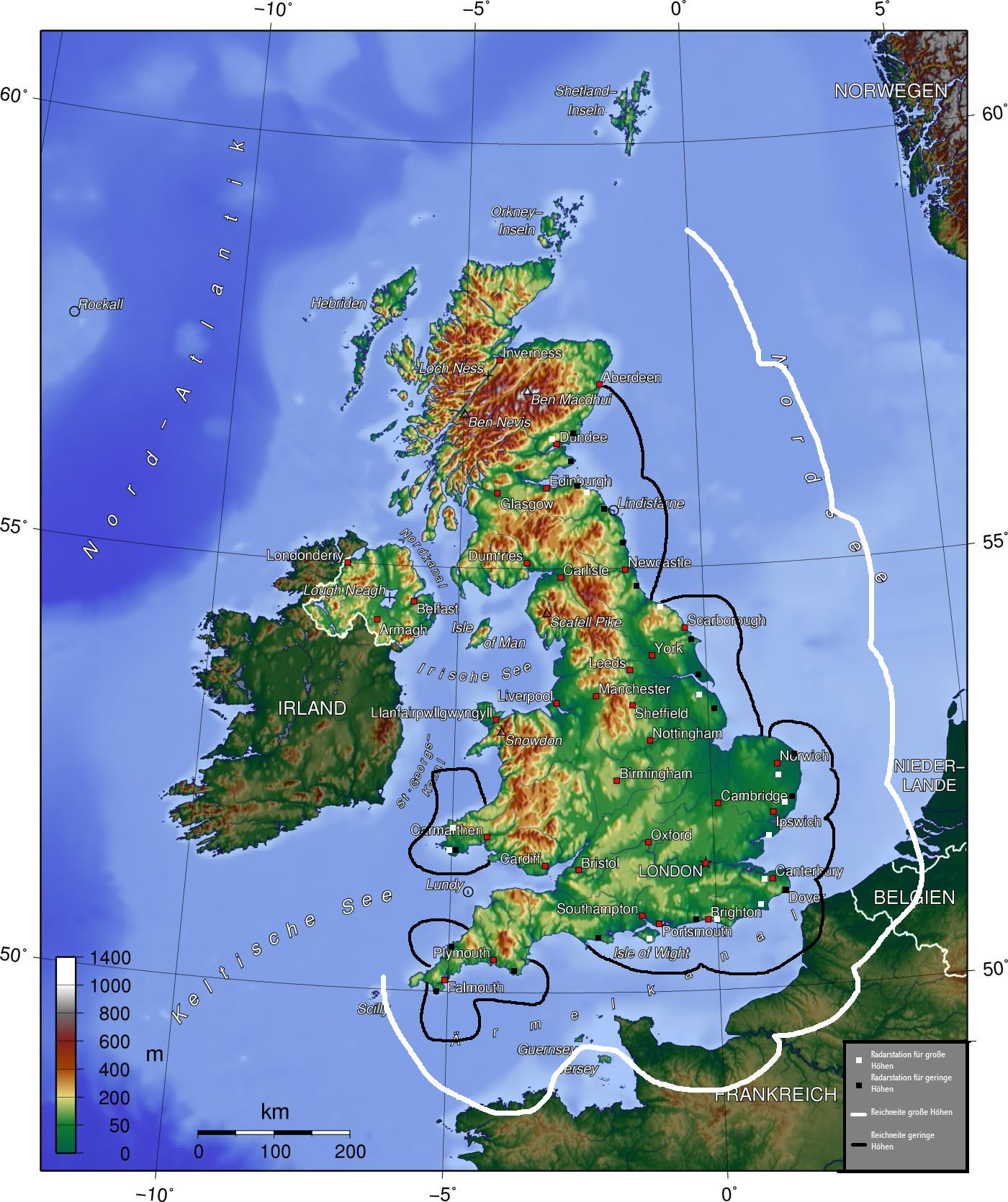
La cadena de radar britànica

Normalment les primeres indicacions que s'apropaven atacs aeris eren rebut per les estacions de la Cadena de Direcció per Ràdio (RDF, el nom original a la RAF del radar) situades a la costa del Regne Unit. En la majoria d'ocasions, el RDF podia advertir la creació de formacions d'avions de la Luftwaffe mentre que s'organitzaven sobre els seus propis camps d'aviació. Un cop els avions s'endinsaven a Anglaterra, les formacions també eren seguides pel Cos d'Observadors. La informació recollida pel RDF i els Observadors era enviada a la cambra d'operacions principal del Quarter General del Comandament de Caces a Bentley Priory. Allà es determinava si la formació era "hostil" o "amiga". Si era hostil, la informació era enviada a la "cambra d'operacions" principal, situada a un gran búnquer subterrani.
Allà, el curs de la informació era traçat pel WAAF, que rebien la informació telefònicament. A més, també rebien informació de les estacions de ràdio del "Y" Service, que monitorava les transmissions de ràdio enemigues, així com del centre de decodificació "Ultra" situat a Bletchley Park. En una gran taula hi havia comptadors amb codis de colors que representaven cadascun dels atacs, taula sobre la qual hi havia un gran mapa del Regne Unit, sobre el que hi havia una quadrícula. El codi de colors (vermell, groc i blau) per cada comptador es modificava cada 5 minuts. A mesura que els avions es desplaçaven, els comptadors es movien pel mapa mitjançant rasclets magnètics. Aquest sistema permetia al "Controlador de Caces" principal (normalment amb rang de cap d'esquadró i a Dowding veure molt ràpidament cap on es dirigia cadascuna de les formacions i els permetia fer una estimació dels possibles objectius. Donada la gran simplicitat d'aquest sistema, les decisions es podien prendre ràpidament i senzillament.
A part del controlador, la major part de la cambra i la informació del mapa era operada per membres del WAAF. Abans de la guerra, encara existia un gran dubte sobre la capacitat de les dones per mantenir-se al seu lloc en condicions de batalla, amb moles dones sent destinades a estacions del RDF del front i als aeròdroms. L'experiència durant la batalla demostrà que aquests dubtes eren totalment sense fonament i la contribució del WAAF esdevingué essencial pels sistemes de comunicació i control de la RAF, així com en molts altres camps.
Aquesta informació era enviada de manera simultània al quarter general de cadascun dels Grups (per exemple, RAF Uxbridge per a l'11 Grup), on es filtrava a una "cambra de filtratge", abans de ser enviada a una nova cambra d'operacions, també situada en un búnquer soterrat. Com que el Grup portava el control tàctic de la batalla, la cambra d'operacions tenia un disseny diferent del de Bentley Priory. El mapa principal a la taula d'operacions representava la zona de comandament del Grup i els seus aeròdroms associats. A més, els equips de ràdio i telèfon rebien i transmetien un flux constant d'informació dels diversos aeròdroms del sector, així com del Cos d'Observadors, el Comandament d'Artilleria Antiaèria i la Royal Navy. El "Controlador de Caces de Guàrdia" era (per exemple al Grup 11) personal representant de Park, la tasca dels quals era controlar com i quan havien d'enfrontar-se a cada atac. Era ell qui ordenava als esquadrons i els posicionava com considerava millor. El temps era la qüestió principal, perquè "cada minut de retard innecessari esperant a estar segur eren uns 2.000 peus d'alçada vital que els nostres caces no haurien assolit abans d'enfrontar-se amb l'enemic" (Comandant d'Ala Lord Willoughby de Broke, Controlador de Caces Superior, Uxbridge.)
Cada Grup tenia una "tauler de totals", que mostrava tots els esquadrons disponibles del grup. El tauler tenia un sistema de llums que permetia als controladors veure l'estat de l'esquadró: Alliberat (no disponible); Disponible (a l'aire en 20 minuts); Preparats (a l'aire en 5 minuts); En espera (pilots a la cabina, a l'aire en 2 minuts); A l'aire i movent-se cap a la posició; Enemic vist; Ordre d'aterrar; A terra i repostant/rearmant-se. Al costat del tauler, on es pogués veure ben clarament, hi havia un panell meteorològic que indicava l'estat del temps al voltant de cada aeròdrom. Era responsabilitat e les membres del WAAF actualitzar contínuament els panells de totals i meteorològic.
Un paper vital va ser portat a terme pels enginyers de telefonia de l'Oficina Postal, que treballaven a tota hora reparant comunicacions, instal·lant del tot instal·lacions noves als centres d'emergència, i mantenint el sistema nerviós del Comandament de Caces en funcionament... (Comodor de l'Aire Eric Roberts, Comandant del Sector de Middle Wallop el 1940)
Malgrat les aparences, els Grups no es donaven suport mútuament; Park, per exemple, només podia demanar (no exigir) assistència de Brand (qui normalment cooperava) o de Leigh-Mallory (que sovint donava evasives). Això va ser a causa que Dowding mai no va emetre les ordres pertinents per assistir-se ni havia creat un mètode per coordinar-los.
A més hi havia un problema en el fet que els avions no estaven assignats equitativament entre els Grups. Tot i que el caça més efectiu de la RAF era el Spitfire, el 70% dels avions de l'11 Grup eren Hurricanes. En total, menys d'un terç dels millors caces britànics estaven operant al sector clau.

#### Sectors
Els Grups estaven subdividits en Sectors; i cada comandant tenia assignats entre sos i quatre esquadrons. Les Estacions de Sector, que tenien un aeròdrom amb una "Cambra d'Operacions de Sector", eren el cor d'aquesta organització, i també eren responsables de l'operativa dels aeròdroms satèl·lits on els esquadrons poguessin estar dispersos. Les cambres d'operacions eren duplicats de les del Quarter General del Grup, tot i que eren d'una escala menor i moltes estaven situades en senzilles estructures vulnerables a un atac. El 1940, la majoria estaven mig protegits per sacs de sorra o un "mur d'explosió" que els envoltava, que arribava fins al ràfec. Afortunadament per al Comandament de Caces, la Intel·ligència de la Luftwaffe no s'adonà de la importància d'aquestes cambres i la majoria van quedar intactes. La sala de control de Biggin Hill va ser destruïda per un atac el 31 d'agost, però va ser a causa d'un impacte de bomba afortunat. La seva vulnerabilitat en temps de guerra va ser advertida, i els nous aeròdroms construïts durant el programa d'expansió de la dècada de 1930 tenien un nou sostre a prova de bombes. Per a més precaució, es crearen cambres de control d'emergència en diverses localitzacions apartades dels camps d'aviació, amb escasses pèrdues per a la seva eficiència; RAF Kenley, per exemple, podia usar una cambra alternativa situada a una carnisseria de la veïna població de Caterham. La taula d'operacions tenia un mapa del sector i els seus aeròdroms, i els taulers de totals i meteorològic mostraven aquesta informació més localitzada.
Les estacions de sector podien fer enlairar els seus esquadrons un cop rebien l'ordre del seu Quarter General de Grup. Un cop a l'aire, els esquadrons eren dirigits per radiotelèfon (R/T) des de la seva estació de sector. Els esquadrons podien patrullar sobre els aeròdroms o sobre els objectius vitals, o ser dirigits a interceptar atacs que s'apropaven. A més de dirigir els esquadrons de caces, les estacions de sector també controlaven les baterien antiaèries de la zona; un oficial de l'exèrcit estava al costat de cada controlador de caces i dirigia als artillers quan havien d'obrir foc, o els ordenava aturar el foc si els caces de la RAF entraven a les zones.

#### Limitacions
Encara que fos el sistema de defensa aèria més sofisticat en aquells moments, el Sistema Dowding tenia moltes limitacions, inclosa, tot i que sovint no se subratlla, la seva constant necessitat de personal de terra qualificat, molts dels quals havien rebut el seu entrenament tot l'esquema d'aprenent d'aviador instituït per Hugh Trenchard. El RDF (radar) era objecte d'errors significatius; i el Cos d'Observadors tenia dificultats per veure els atacs nocturns o amb mal temps. Les comunicacions R7T (ràdio-telèfon) amb els caces estava restringida perquè la ràdio estàndard usada pels caces de la RAF a l'inici de la batalla era la TR9F HF, que operava a través de dues freqüències seleccionables a la banda de 4.3-6.6 Megahertzs (MHz); la RAF s'adonà ben aviat que aquest equipament estava limitat en la gamma en la qual podia rebre i enviar renyals de ràdio a causa de la seva potència limitada. A més, l'increment de transmissors de ràdio de banda d'alta freqüència civils, militars o estrangers va fer que el senyal sovint tingués distorsions o interferències, fent que les comunicacions entre els caces de la RAF no fossin clares. També es va restringir a una única freqüència per esquadró, fent impossibles les comunicacions entre els diversos esquadrons. Finalment, el sistema de seguiment per als caces de la RAF, conegut com a HF/DF o "Huff-Duff", restringia els sectors a un màxim de 4 esquadrons a l'aire. L'addició del IFF "Pipsqueak", si bé per un costat es veié com un ajut a la identificació dels avions de la RAF, va prendre un nou canal de ràdio.
Començant a finals de setembre de 1940, les ràdios VHF T/R Tipus 1133 començaren a substituir les TR9. Inicialment, aquestes van ser instal·lades a l'octubre de 1939 als Esquadrons 54 i 66, però els retards en la producció amb la millora de l'equip T/R 1143 va fer que la major part dels Spitfires i dels Hurricanes no rebessin aquest equipament fins a l'octubre de 1940. La recepció era molt més clara a llarga distància, i els controladors i els pilots tenien un espectre molt més ampli de canals per escollir.

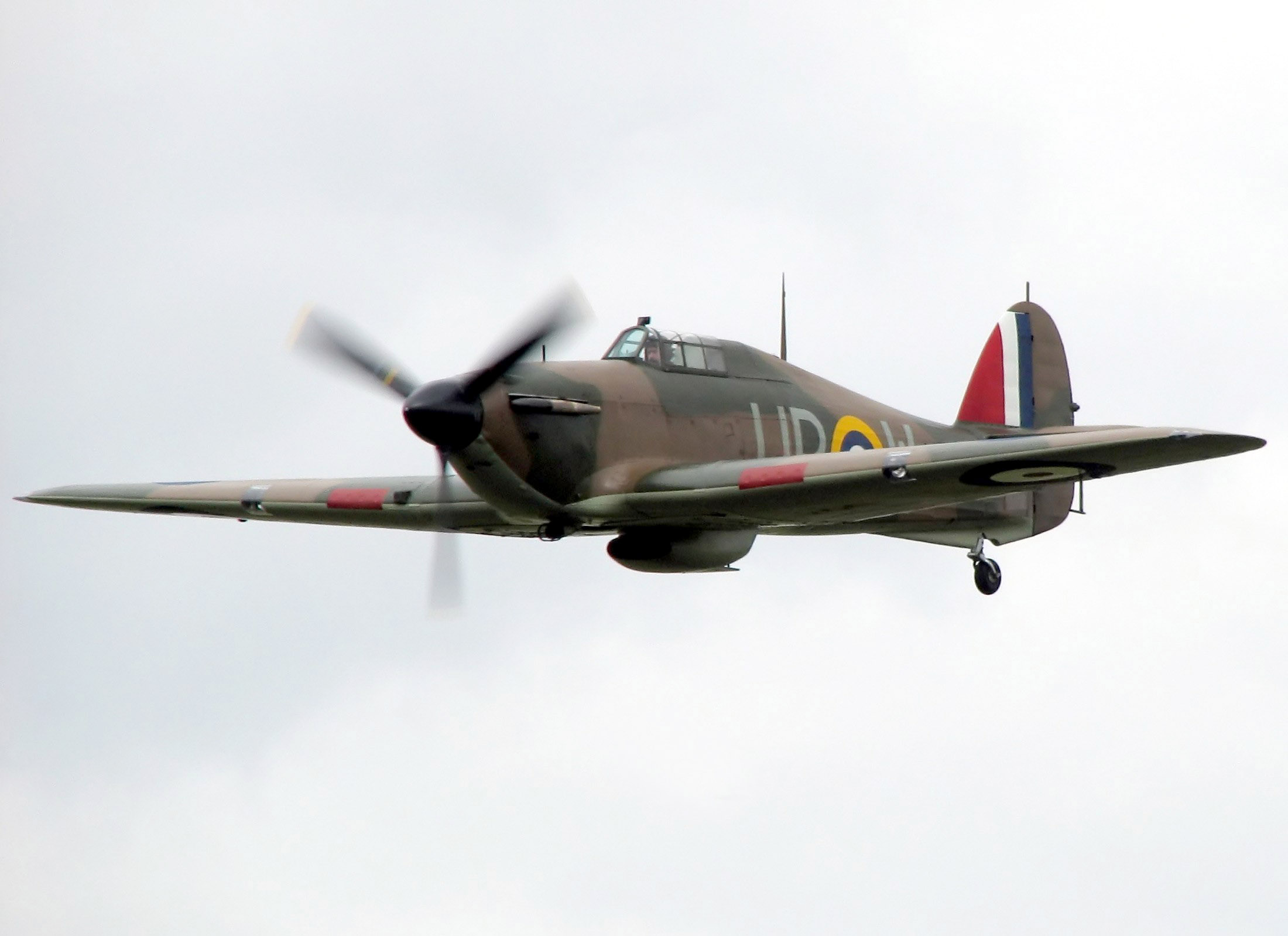
Un Hawker Hurricane I (R4118), veterà de la Batalla d'Anglaterra, fotografiat al 2008.

#### Efecte dels senyals d'intel·ligència
No és gaire clar fins a quin punt les intercepcions d'Enigma, usada per a les comunicacions de ràdio alemanyes d'alta seguretat van afectar la batalla. Ultra, la informació obtinguda de les intercepcions d'Enigma, donava una visió de les intencions alemanyes a l'alt comandament britànic. D'acord amb, que era el representant de l'Estat Major de l'Aire al Servei Secret d'Intel·ligència, Ultra ajudà a establir la força i la composició de les formacions de la Luftwaffe, l'ànim dels comandants, i ajudà a prevenir alguns atacs. A inicis d'agost, la decisió va ser que una petita unitat podia ser situada al Quartell General del Comandament de Caces (Stanmore), que processaria el flux d'informació des de Bletchey i donaria a Dowding només el material d'Ultra més essencial; i així, el Ministeri de l'Aire no hauria d'enviar un flux constant d'informació a Stanmore, preservant el secret, i Dowding no es veuria inundat d'informació no essencial. Keith Park i els seus controladors també sabien de l'existència d'Ultra. En un posterior intent de camuflar l'existència d'Ultra, Dowding creà una anomenada 421è Vol. Aquesta unitat (que posteriorment esdevindria el 91è Esquadró) va ser equipada amb Hurricanes i Spitfires i enviada a la recerca i informació de les formacions de la RAF que s'apropessin a Anglaterra. A més, el servei d'escolta radiofònica (conegut com a Y Service), monitoraven els patrons del tràfic radiofònic de la Luftwaffe, contribuint considerablement a l'advertència primerenca dels atacs.

### Rescat Aire-mar
Un dels majors punts febles de tot el sistema era la manca d'una organització pròpia de rescat aire-mar. La RAF començà a organitzar un sistema el 1940 amb Llanxes de Gran Velocitat (HSL), amb seu a les diverses instal·lacions pesqueres, però encara es creu que el gran trànsit existent al Canal no feien necessari un servei de rescat per cobrir aquestes àrees. S'esperava que els pilots abatuts serien recollits per qualsevol vaixell que passés per allà. En cas contrari s'alertaria la llanxa salvavides local, assumint que algú hauria vist caure al pilot a l'aigua.
Els aviadors de la RAF portaven una armilla salvavides, anomenada "Mae West", però que el 1940 encara requeria ser inflada manualment, la qual cosa era impossible per algú ferit o en estat de shock. Les aigües del Canal de la Mànega i de l'Estret de Dover són fredes, fins i tot enmig de l'estiu, i la roba que portaven feia ben poc per aïllar-los contra aquestes condicions. Una conferència el 1939 havia posat sota la responsabilitat del Comandament Costaner el rescat aire-mar. A causa del fet que bastants pilots s'havien perdut al mar durant la Batalla del Canal, el 22 d'agost les llanxes de rescat de la RAF van passar a ser responsabilitat de les autoritats navals locals i 12 Lysanders van ser lliurats al Comandament de Caces per ajudar a localitzar els pilots al mar. En total, uns 200 aviadors britànics es van perdre al mar durant la batalla. No es formà cap servei de rescat aire-mar com a tal fins al 1941.

### Tàctiques

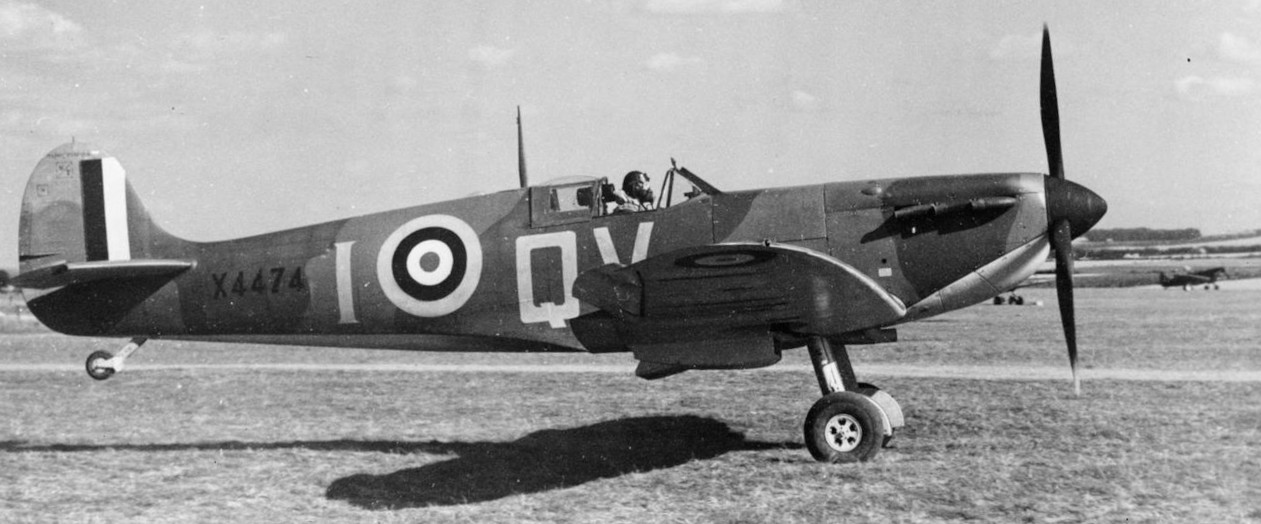
X4474, una darrera producció del Mk I Spitfire del 19è Esquadró al setembre de 1940. El 19è Esquadró formava part de l'Ala Duxford

El pes de la batalla va recaure sobre el Grup 11. La tàctica de Keith Park era enviar esquadrons de manera individual per tal d'interceptar als atacants. La intenció era sotmetre als atacants a contínues envestides realitzades per relativament pocs avions i intentar trencar les formacions de bombarders. Un cop aquestes s'havien separat, els defensors podien destruir-los d'un a un. Quan diversos esquadrons s'enfrontaven a un atac, el procediment era que els Hurricanes, més lents, es llançaven contra els bombarders mentre els Spitfire, més àgils, ho feien amb els caces d'escorta. Aquest principi no sempre s'aconseguia, i de vegades els Spitfires i els Hurricanes invertien els papers. Park també donà instruccions a les seves unitats perquè realitzessin atacs frontals contra els bombarders, car eren més vulnerables a aquests atacs; tot i que poques unitats de la RAF eren capaces d'atacar els bombarders cara a cara.
Durant la batalla, alguns comandants, principalment Trafford Leigh-Mallory, proposaren que els esquadrons formessin Grans Ales, consistents en almenys 3 esquadrons, per així atacar en massa l'enemic, un mètode del qual Douglas Bader va ser pioner. Els defensors d'aquesta tàctica afirmaven que les interceptacions en gran nombre causaven més baixes enemigues alhora que reduïen les seves pròpies baixes. Els opositors senyalaven que les grans ales trigaven massa temps per formar-se, i que l'estratègia tenia un gran risc que agafessin als caces a terra recarregant combustible. La idea de la Gran Ala també causà que els pilots exageressin les seves victòries, donada la confusió que hi havia en una zona de batalla molt més intensa. Això va comportar que la idea de la Gran Ala es cregués molt més efectiva del que era en realitat.
Això creà grans friccions entre Park i Leigh Mallory, a causa del fet que el Grup 12 estava encarregada de protegir els aeròdroms del Grup 11 mentre que els esquadrons de Park s'enfrontaven als atacants. Però el retard en formar les Grans Ales implicava que les formacions sovint no arribaven a temps o arribaven quan els bombarders alemanys ja havien atacat els aeròdroms del Grup 11. Dowding, per posar en relleu el problema de l'actuació de la Gran Ala, va enviar un informe redactat per Park al Ministeri de l'Aire el 15 de novembre. En aquest informe remarcava el fet que, durant el període comprès entre l'11 de setembre i el 31 d'octubre, l'ús extensiu de la Gran Ala havia resultat en només 10 interceptacions i només un avió alemany abatut; però l'informe va ser ignorat. Les anàlisis de postguerra afirmen que la tàctica de Dowding i Park era millor per al Grup 11. El relleu de Dowding al novembre de 1940 va ser atribuït al conflicte entre Park i Leigh-Mallory sobre l'estratègia diürna. Però els intensos atacs i la destrucció causada durant el Blitz també va malmetre les reputacions de Dowding i Park en particular, especialment pel fracàs en produir un sistema defensiu nocturn efectiu, quelcom que l'influent Leigh-Mallory havia criticat enormement.

### Contribucions dels Comandaments de Bombarders i Costaner

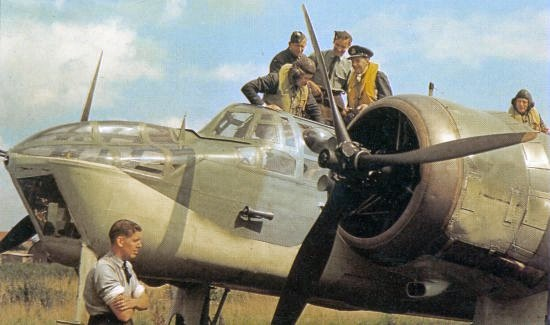
Un Bristol Blenheim Mk IV del 21è Esquadró. Les unitats de bombarders dels Comandaments de Bombarders i Costaner van patir grans pèrdues mentre que realitzaven moltes tasques diverses durant la batalla.

Els avions del Comandament de Bombarders i del Comandament Costaner van realitzar sortides ofensives contra objectius a França i Alemanya durant la batalla. Després d'uns inicis desastrosos, amb els bombarders Vickers Wellington sent abatuts en gran nombre quan atacaven Wilhelmshaven i la massacre dels esquadrons enviats a França, esdevingué clar que el Comandament de Bombarders hauria d'operar principalment durant la nit per aconseguir resultats sense patir grans pèrdues. Des del 15 de maig de 1940 es llançà una campanya de bombardeig nocturn contra la indústria petrolera alemanya, les comunicacions i els boscos i cultius, principalment a la regió del Ruhr.
A mesura que augmentava l'amenaça, el Comandament de Bombarders modificà la prioritat dels objectius el 3 de juny de 1940 per tal de llançar-se contra la indústria aeronàutica alemanya. El 4 de juliol, el Ministeri de l'Aire ordenà al Comandament de Bombarders que ataqués ports i vaixells. Al setembre, l'augment de les instal·lacions destinades a la invasió als ports del Canal van transformar-se en un objectiu de màxima prioritat. El 7 de setembre, el govern alertà que la invasió podria tenir lloc durant els dies següents i, aquella mateixa nit, el Comandament de Bombarders atacà els ports del Canal i els magatzems de subministraments. El 13 de setembre van llançar un nou gran atac contra els ports del Canal, enfonsant 80 llanxes al port d'Oostende. 84 més van ser enfonsades a Duinkerke en un nou atac llançat el 17; i pel 19, s'havien enfonsat gairebé 200 barques. La pèrdua d'aquestes barques potser va contribuir a la decisió de Hitler a posposar l'operació Sealion indefinidament. L'èxit d'aquests atacs va ser també en part perquè els alemanys tenien molt poques estacions del radar Freya en funcionament a França, i les defenses aèries dels ports francesos no eren tan bones com les alemanyes. El Comandament de Bombarders havia dirigit un 60% de la seva força cap als ports del Canal.
Les unitats de Bristol Blenheim també van atacar els aeròdroms ocupats pels alemanys entre juliol i desembre de 1940, tant de dia com de nit. Tot i que la majoria d'aquests atacs van ser improductius, va haver-hi alguns èxits: l'1 d'agost, 5 dels 12 Blenheims enviats a atacar Haamstede i Evere (Brussel·les) van aconseguir llançar les seves bombes, destruint o causant grans danys a 3 Bf 109 del II./JG 27 i aparentment matant a un Staffelkapitän identificat com a Hauptmann Albrecht von Ankum-Frank. Dos 109s més van ser reclamats pels artillers dels Blenheim. El 7 d'agost va tenir lloc un nou atac d'èxit sobre Haamstede, que destruí un Bf 109 del 4./JG 54, danyà un altre i causà danys lleugers a 4 més.
Va haver-hi algunes missions que van causar gairebé un 100% de baixes entre els Blenheims, com en una operació llançada el 13 d'agost de 1940 contra un aeròdrom de la Luftwaffe prop d'Aalborg, al nord-est de Dinamarca portada a terme per 12 avions del 82è Esquadró. Un Blenheim tornà abans d'hora (posteriorment el pilot seria acusat i hauria hagut de concórrer davant un consell de guerra si no hagués resultat mort en una altra operació); mentre que els altres 11, que van aconseguir arribar a Dinamarca, van resultar tots abatuts, 5 pel foc antiaeri i 6 pels Bf 109. Dels 33 tripulants que van participar en l'atac, 20 van resultar morts i 13 van ser capturats.
A més de les operacions de bombardeig, les unitats equipades amb Blenheim van formar-se per portar a terme missions de reconeixement sobre Alemanya i els territoris ocupats per aquesta. En aquest paper, els Blenheims de nou es demostraren com a massa lents i vulnerables contra els caces de la Luftwaffe, i constantment patien pèrdues.
El Comandament Costaner dirigí la seva atenció cap a la protecció dels vaixells britànics i la destrucció dels vaixells enemics. Mentre que la invasió semblava probable, participà en els atacs contra els ports i aeroports francesos, llançà mines i realitzà nombroses missions de reconeixement sobre la costa enemiga. En total, entre juliol i octubre de 1940 els bombarders realitzaren unes 9.180 sortides. Tot i que és una xifra molt inferior a les 80.000 sortides dels caces, les tripulacions dels bombarders gairebé van patir la meitat del total de baixes. La contribució dels bombarders es demostrà molt més perillosa comparant el nombre de sortides.
Com a testament del coratge dels homes dels bombarders, els avions de reconeixement i les unitats del Comandament Costaner que continuaven operant durant tots aquests mesos amb poc descans i gens de la publicitat que gaudia el Comandament de Caces, en el seu famós discurs del 20 d'agost sobre Els Pocs en el que lloà al Comandament de Caces, Churchill també va fer menció a la contribució del Comandament de Bombarders, afegint que els bombarders estaven atacant Alemanya; tot i que sovint aquesta part del discurs queda de costat.
La Capella de la Batalla d'Anglaterra de l'Abadia de Westminster conté al seu Llibre d'Honor el nom de 718 tripulants del Comandament de Bombarders i de 280 del Comandament Costaner que van resultar morts entre el 10 de juliol i el 31 d'octubre.

## La Batalla
La Batalla d'Anglaterra es pot dividir en 4 fases:
1. 10 de juliol – 11 d'agost: Kanalkampf, les batalles del Canal
2. 12 d'agost – 23 d'agost: Adlerangriff, l'àliga ataca: els primers assalts contra els aeròdroms de la costa
3. 24 d'agost – 6 de setembre: la Luftwaffe ataca els camps d'aviació anglesos. La fase més crítica de la batalla
4. 7 de setembre en endavant: els atacs diürns es dirigeixen contra les ciutats angleses.

### Kanalkampf, les batalles del Canal

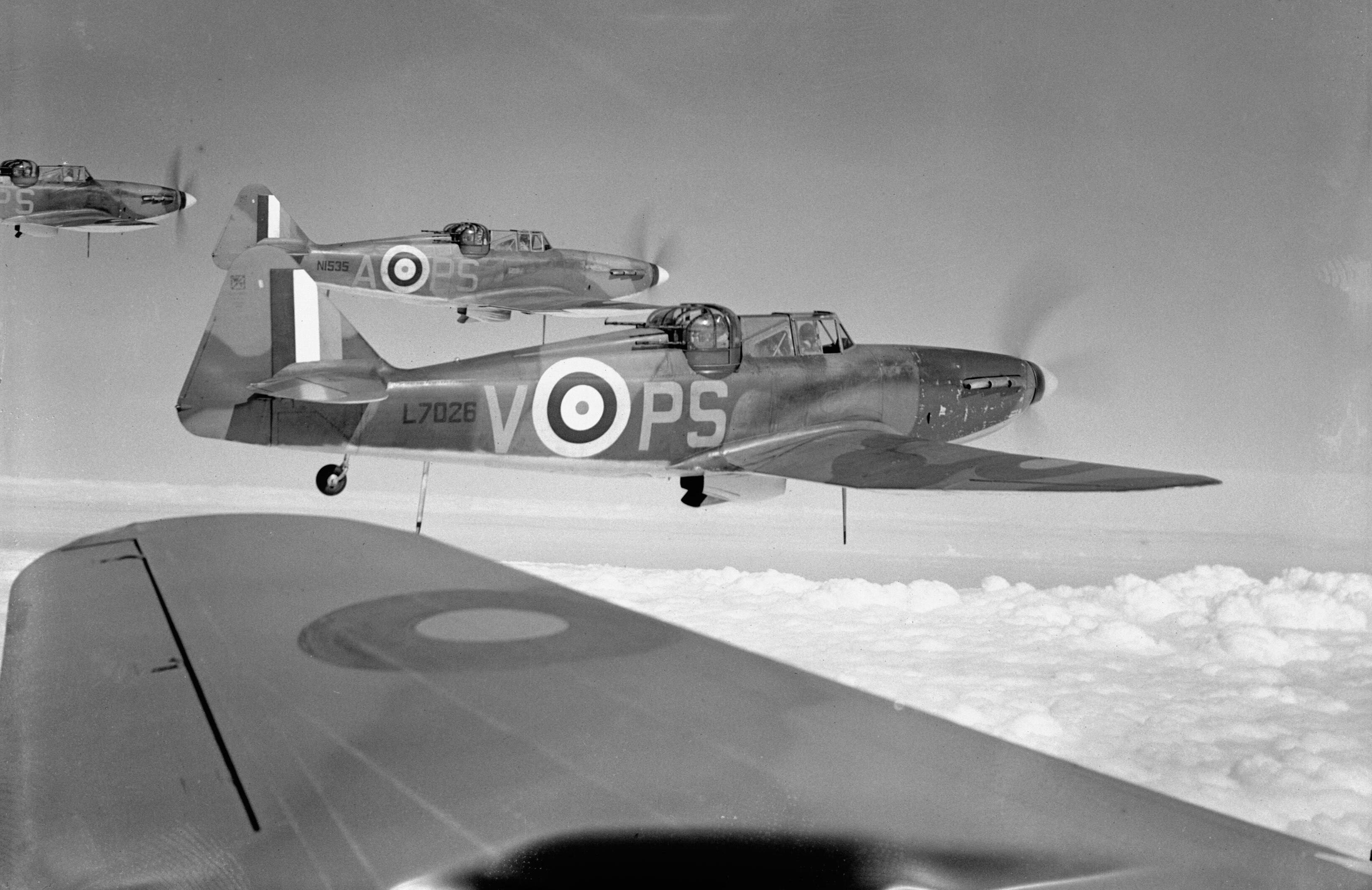
Dos Defiants del 264è Esquadró (El PS-V va ser abatut el 28 d'agost de 1940 sobre Kent per Bf 109s.)

El Kanalkampf va comprendre diversos atacs contra els combois britànics al Canal de la Mànega realitzats pels bombarders en picat Stuka. Es llançà en part perquè ni Kesselring ni Speerle no estaven segurs de què fer, i en part per donar a les tripulacions alemanyes algun entrenament i l'oportunitat de provar les defenses britàniques.
El 10 de juliol començà el primer atac important quan 26 Do 17, escortats per Bf 109 i Bf 110 van atacar el comboi BREAD, sent interceptada pels esquadrons 32è, 74è i 111è, i més d'un centenar d'avions van establir un ferotge combat sobre Dover. A partir d'aquell dia, les forces alemanyes començaren a fer demostracions de força, cada vegada més intenses, sobre el Canal, l'estret de Dover i la costa sud-est d'Anglaterra; dirigint-se cap als ports i a la navegació i, ocasionalment, contra els aeròdroms costaners.
En general, tots aquests combats davant la costa van ser a favor dels alemanys, car l'escorta dels bombarders era molt superior a la dels defensors. La necessitat d'efectuar constantment patrulles sobre els combois van representar una gran pressió sobre els pilots de la RAF i les seves màquines, consumint combustible, hores dels motors i extenuant als pilots; però la xifra de vaixells enfonsats va ser tan gran que l'Almirallat britànic cancel·là els combois pel Canal. Tot i això, tots aquests combats inicials va donar experiència a ambdós bàndols. També els donà les primeres indicacions sobre els avions, com el Defiant i el Bf 110, que no servien per als intensos combats de gossos que caracteritzarien la batalla.
Paral·lelament, grans formacions de Bf 109 començaren a fer acte de presència a gran alçada sobre el sud-est d'Anglaterra. Aquestes missions Frei Jagd (Caça Lliure) tenien com a objectiu atraure els caces de la RAF al combat. En un inici, el Comandament de Caces acceptà el desafiament; tot i que els Spitfires i els Hurricanes es trobaven en un desavantatge tàctic en adquirir alçada quan eren atacats pels Bf 109, amb el càstig conseqüent; a més de per les encotillades formacions amb què havien de volar, davant la fluïdesa de les esquadrilles alemanyes. Però les lliçons es van aprendre i es van aprofitar ràpidament, evitant les confrontacions pures de caça contra caça i adoptant a poc a poc el sistema alemany.

### Adlerangriff, l'Àliga Ataca
L'atac principal sobre les defenses britàniques va rebre el nom en clau d'Adlerangriff, "l'Àliga Ataca".
La meteorologia, que es demostrà com un aspecte important de la campanya, va retardar Adlertag ("el Dia de l'Àliga") fins al 13 d'agost de 1940. El dia abans es realitzaren els primers intents per cegar el sistema de Dowding quan avions de la unitat especialitzada de caces bombarders Erprobungsgruppe 210 atacà 4 estacions de radar. Tres van rebre danys lleugers, però en només 6 hores van tornar a estar en servei. Els atacs semblaven per mostrar que el radar britànic tenia dificultats per ser enderrocat. El fracàs per realitzar atacs continuats va permetre a la RAF mantenir les estacions en funcionament, i la Luftwaffe va negligir en atacar les infraestructures de suport, com les línies telefòniques o les centrals elèctriques, que podrien haver inutilitzat els radars encara que les mateixes torres (molt difícils de destruir) romanien intactes.

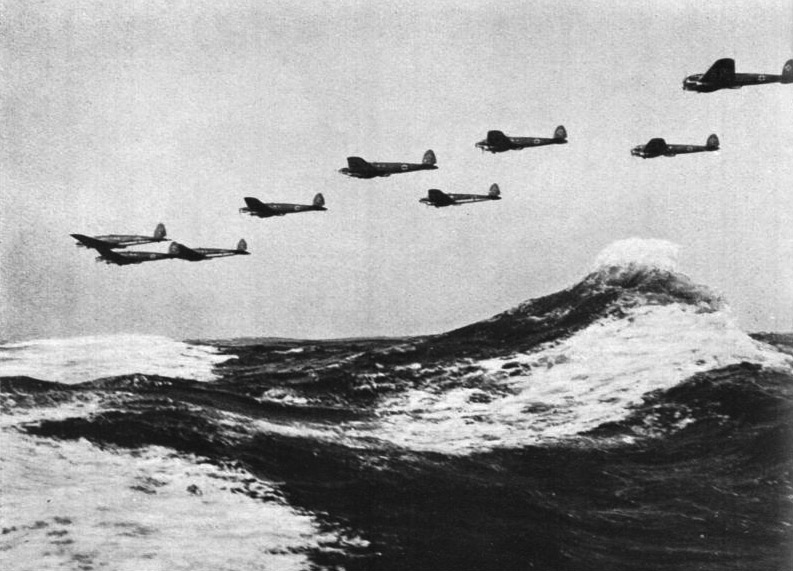
Bombarders He 111 sobre el Canal de la Mànega

Adlertag començà amb una sèrie d'atacs, de nou encapçalats pel Epro 210, sobre els aeròdroms de la costa usats com a camps d'aterratge d'avançada pels caces de la RAF, així com a "aeròdroms satèl·lits" (incloent-hi Manston i Hawkinge). Portland i Southampton van ser bombardejades, a més dels aeròdroms d'Eastchurch, Detling i Middle Wallop. La Luftwaffe va fer 1.495 sortides, amb la pèrdua de 46 avions, però la carència general de cohesió u els pobres resultats van fer que l'ofensiva tingués un inici decebedor.
A mesura que la setmana avançava, els atacs contra els aeròdroms es van endinsar, i es van llançar diversos atacs sobre la cadena de radar. El 15 d'agost va ser el Gran Dia, quan la Luftwaffe realitzà el nombre més gran de sortides de tota la campanya (1.786, 520 d'elles de bombarders). La Luftflotte 5 atacà el nord d'Anglaterra. Creient que el Comandament de Caces hauria situat tota la seva força al sud, les formacions que venien de Dinamarca i Noruega es van trobar amb una forta resistència totalment inesperada. Escortats de manera totalment inadequada per Bf 110s, 16 bombarders i 7 Bf 110 van resultar abatuts. Altres atacs per formacions de 100 a 150 avions van continuar durant tot el dia, però van patir la inacceptable pèrdua de la meitat dels seus efectius. De resultes de les baixes patides, la Luftflotte 5 ja no va tornar a fer acte de presència en tota la batalla.
El 18 d'agost va ser anomenat "El Dia Més Dur", a causa del fet que va ser el dia en què ambdós bàndols van patir el nombre més gran de baixes. Després de les dures batalles del 18 d'agost, a l'esgotament i al temps les operacions es van reduir durant una setmana, permetent a la Luftwaffe realitzar una revisió de la seva actuació. El 18 d'agost també marcà el final de la participació dels Stukas en la campanya. Aquest veterà de la Blitzkrieg era massa vulnerable als caces per operar sobre Gran Bretanya, i per tal de preservar la força de Stukas, Göring els retirà dels combats. Així doncs l'arma principal de bombardeig de precisió de la Luftwaffe era retirada i deixava en mans d'un ja sobreocupat "Erpro" 210 aquesta responsabilitat. Els Bf 110 també es revelaren com a massa maldestres pels combats amb els caces d'un motor, i la seva participació va reduir-se. Només s'usarien quan fossin requerits pel llarg abast de la missió o quan no es pogués donar als bombarders una escorta suficient de caces monomotors.
A més, Göring va prendre una altra decisió fatal: ordenà que s'incrementessin les escortes dels bombarders a costa de les escombrades de caça lliure. Per aconseguir-ho, el pes dels combats recauria sobre la Luftflotte 2, i el gruix dels Bf 109 de la Luftflotte 3 passaria a dependre de Kesselring, reforçant les bases de caces al Pas de Calais. Privada dels seus caces, la Luftflotte 3 va haver-se de concentrar en la campanya de bombardeig nocturn. Göring, expressament decebut amb l'actuació dels caces durant tota la campanya, també va realitzar un gran canvi en l'estructura de les unitats de caces, rellevant diversos Geschwaderkommodoren per pilots més joves i agressius com Adolf Galland o Werner Mölders.
Durant tota la setmana, l'escala dels atacs als aeròdroms de tota mena del sud d'Anglaterra va ser de les més importants, combatent-se contínuament sobre Kent, Sussex i Hampshire. Mentrestant, van prosseguir dia i nit les accions contra la navegació, escollint-se pels bombarders objectius especials de la indústria aeronàutica. Les pèrdues alemanyes van ascendir a 40 avions, amb 127 més danyats; mentre que les baixes del Comandament de Caces també eren greus, amb 94 pilots morts o desapareguts i 60 ferits entre el 8 i el 19 d'agost; i 54 Spitfires i 121 Hurricanes perduts.
Finalment, Göring aturà els atacs contra la cadena de radars. Aquests atacs eren vistos com a inútils, i ni el Reichsmarschall ni els seus subordinats s'adonaren fins a quin punt les estacions de la Chain Home eren vitals per a la defensa. Se sabia que el radar donava alguna mena d'alerta dels atacs, però la creença entre els pilots alemanys era que quelcom que s'havia d'encoratjar la voluntat de lluitat contra els "Tommies".

### La Luftwaffe ataca els aeròdroms de la RAF
El 19 d'agost de 1940, Göring ordenà que els atacs es concentressin sobre la indústria aeronàutica, i llavors, el 23 d'agost de 1940, la seva directiva afegia que s'havien de dirigir contra els aeròdroms de la RAF, així com atacs diürns i nocturns destinats a afeblir les forces de caces per tot el Regne Unit. Durant aquesta fase, l'esforç principal de la Luftwaffe es dedicà a l'atac als aeròdroms i instal·lacions de la RAF a l'extrem sud i sud-est d'Anglaterra, amb especial atenció a les concentracions de caces britànics als voltants de Londres. Aquell vespre s'inicià una campanya de bombardeig, que començà amb un atac sobre la producció de pneumàtics a Birmingham. Els atacs sobre els aeròdroms van continuar fins al 24 d'agost, i es llançà un gran atac contra Portsmouth. Aquella nit, diverses zones de Londres van ser bombardejades, amb l'East End va ser incendiat i diverses bombes van caure al centre de la ciutat. Aquest atac ha estat atribuït a un grup de He 111 què, incapaços de trobar el seu objectiu, van llançar les seves bombes i se'n van tornar a la seva base. Com a represàlia, la RAF bombardejar Berlín la nit del 25-26 d'agost, i continuaren llançant atacs contra Berlín. Això va ferir l'orgull de Göring, que anteriorment havia proclamat que els britànics mai no podrien bombardejar la ciutat, i enrabià a Hitler.
Des del 24 d'agost en endavant, la batalla va ser essencialment un combat entre la Luftflotte 2 de Kesselring i el Grup 11 de Park. La Luftwaffe concentrà totes les seves forces en deixar fora de combat el Comandament de Caces, fent repetits atacs contra els seus aeròdroms. Dels 33 grans atacs llançats en les dues setmanes següents, 24 van ser contra els aeròdroms. Les estacions claus del sector van ser bombardejades repetidament: Biggin Hill i Hornchurch en quatre ocasions cadascuna; Debden i North Weald dues cadascuna; mentre que Croydon, Gravesend, Rochford, Hawkinge i Manston també van ser durament atacades. Es realitzaren almenys 7 intents contra Eastchurch, que si bé no era un aeròdrom del Comandament de Caces, els alemanys així ho creien. A vegades, aquests atacs van noquejar les estacions del sector, amenaçant la integritat del Sistema Dowding. Van haver-se de portar a terme mesures d'emergència per tal de mantenir operatius els sectors.
A més de les incursions de bombardeig dirigides a objectius específics, aquesta fase de la batalla es caracteritzà per l'ús extens per part de les Luftflotten 2 i 3 de fintes de diversió executades per bombarders i avions de reconeixement, així com intricades passades de caces, dirigides sorprendre a terra les esquadrilles de la RAF mentre que recarregaven combustible.
Aquesta fase potser va ser la més crucial per al Comandament de Caces: en dedicar la Luftwaffe tots els seus esforços contra la RAF al sud d'Anglaterra i oblidar tota la resta d'objectius, la Luftwaffe gairebé va tenir èxit en assolir la seva missió. La RAF estava tenint moltes baixes a l'aire. La indústria aeronàutica podia reemplaçar els avions abatuts, però els pilots amb prou feines podien mantenir el ritme de les pèrdues, i els pilots novells eren abatuts a una taxa alarmant. El 31 d'agost, les pèrdues del Comandament de Caces van ser les més altes de la batalla: 39 avions destruïts en combat i 14 pilots morts. A més, encara que els nombres semblaven suficients per a la tasca, en realitat és que s'havien perdut caps d'esquadrilla i de secció experimentats. Per compensar les pèrdues, 58 pilots de caces voluntaris de l'Arma Aèria de la Flota van unir-se als esquadrons de la RAF, i un nombre semblant d'antics pilots de Fairey Battle (d'un únic motor) també van ser traspassats. Molts pilots novells originaris de les Unitats Operatives d'Entrenament (Operational Training Units; OTU) només tenien 9 hores de vol i no tenien entrenament d'artilleria aire-aire. En aquest moment, el caràcter multinacional del Comandament de Caces sortí a la llum. Diversos esquadrons, així com a pilots a títol individual, provinents de les forces aèries dels Dominis van ser adscrits a la RAF (australians, canadencs, neozelandesos, rhodesis i sud-africans; a més de rebre pilots de la França Lliure, belgues i fins i tot un pilot jueu provinent del Mandat britànic de Palestina.

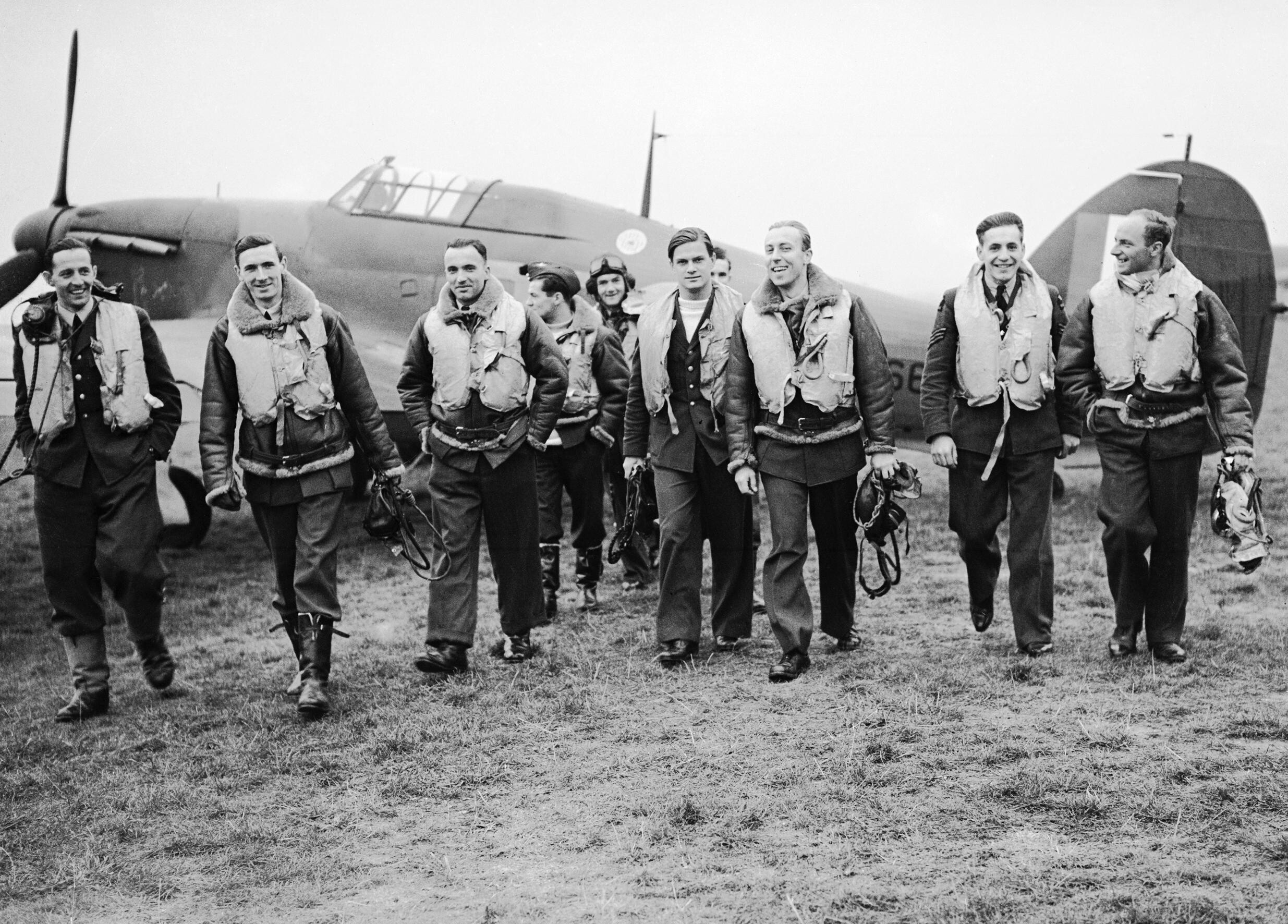
Pilots del 303r esquadró, 1940. Esquerra a dreta: P/O Ferić, Flt Lt Kent, F/O Grzeszczak, P/O Radomski, P/O Zumbach, P/O Łukciewski, F/O Henneberg, Sgt. Rogowski, Sgt. Szaposznikow.

A més, van rebre el reforç d'esquadrons txecoslovacs i polonesos. Aquests esquadrons havien estat deixats de costat per Dowding, que erròniament pensava que les tripulacions que no parlaven anglès tindrien problemes en treballar amb el seu sistema de control. Els pilots polonesos es demostraren molt efectius, la Força Aèria Polonesa de preguerra tenia un llarg i extensiu entrenament, i un nivell molt alt. Amb Polònia conquerida i sota ocupació alemanya, els pilots polonesos del 303è Esquadró estaven altament motivats. Josef František, un pilot txec que havia volat des de l'ocupació del seu país i s'havia unit a les forces aèries poloneses i franceses abans d'arribar a Gran Bretanya, demostrà ser molt efectiu però indisciplinat, volant com a convidat del 303r Esquadró caçant alemanys. En va abatre 17, i avui és acceptat com el pilot amb la màxima puntuació de la RAF durant la Batalla d'Anglaterra.
La RAF tenia l'avantatge de lluitar sobre el seu territori. Els pilots que saltaven després que els seus avions fossin abatuts podien tornar al cap de poques hores als seus aeroports. Per a les tripulacions de la Luftwaffe, en canvi, saltar sobre Anglaterra significava ser capturat, mentre que fer-ho sobre el Canal sovint volia dir morir ofegat o congelat. La moral començà a veure's ressentida, i entre els pilots alemanys començà a aparèixer una Kanalkrankheit (Malaltia del Canal), una forma de fatiga de combat. El problema amb els seus reemplaçaments era pitjor que amb els britànics. Tot i que la Luftwaffe mantenia la seva superioritat numèrica, el lent reemplaçament de pilots i màquines va incrementar la pressió sobre els atacants.
Darreres investigacions mostren que la Luftwaffe ja estava perdent en aquesta fase de la batalla, tot i les baixes que estava causant a la RAF. Durant tota la batalla, els alemanys van subestimar la mida de la RAF i l'escala de la producció aeronàutica britànica. Per tot el Canal, la divisió d'Intel·ligència Aèria del Ministeri de l'Aire va sobreestimar consistentment la mida de la Luftwaffe i la capacitat productiva de la indústria aeronàutica alemanya. Mentre que tenia lloc la batalla, ambdós bàndols van exagerar les baixes causades sobre l'altre en un gran marge. No obstant això, la imatge que intel·ligència formà abans de la batalla va fer creure als alemanys que les pèrdues causades estaven portant al Comandament de Caces al llindar de la derrota, mentre que l'exagerada imatge de la força dels alemanys va convèncer a la RAF que l'amenaça a la que s'enfrontaven era molt major i més perillosa del que ho era en realitat. Això va fer que els britànics arribessin a la conclusió que quinze dies més d'atacs contra els aeròdroms els podria obligar a retirar els seus esquadrons del sud d'Anglaterra. Aquesta falsa concepció dels alemanys, per un altre costat, va encoratjar la complaença en primer lloc, i després, els errors de càlcul estratègic. El canvi d'objectiu de les bases aèries a la indústria i a les comunicacions va realitzar-se perquè se suposava que el Comandament de Caces havia estat pràcticament eliminat. Tot i que aquestes anàlisis ignoren el fet que el Comandament de Caces continuava anant desesperadament curt de pilots i no de màquines, com havia succeït des de l'inici de la batalla. Amb reclutes mal entrenats, i uns instructors retirats del programa d'entrenament, no eren uns bons auguris per a la capacitat de mantenir la defensa.
Mentrestant, les pèrdues alemanyes van convertir-se en inacceptables entre el 24 d'agost i el 4 de setembre, les taxes de servei, que eren acceptables a les unitats de Stuka, estaven funcionant a un 75% en el cas dels Bf 109, a un 70% pels bombarders i a un 65% en els Bf 110, la qual cosa indica una gran escassetat en les peces de recanvi. Totes les unitats estaven per sota de la seva força establerta. El desgast estava començant a afectar els caces en particular. Pel 14 de setembre, la Geschwader de Bf 109 de la Luftwaffe tenia només el 67% de les seves tripulacions operatives; el 46% a les unitats de Bf 110 i el 59% en les de bombarders. Una setmana després, aquestes xifres havien caigut a un 64%, un 52% i un 52%, respectivament.
Donat el fracàs de la Luftwaffe en aconseguir la supremacia aèria, se celebrà una conferència al Quarter General de Hitler el 14 de setembre. Allà, Hitler va concloure que la superioritat aèria encara no havia estat establerta, i va prometre tornar a veure la situació el 17 de setembre, per procedir als possibles desembarcaments entre el 27 de setembre i el 8 d'octubre. Tres dies després, quan era clar que la Luftwaffe havia exagerat enormement l'extensió dels seus èxits contra la RAF, Hitler va posposar Lleó Marí indefinidament. Però a la reunió del 14 de setembre, els caps de la Luftwaffe el van convèncer per a una darrera oportunitat per colpejar la RAF. El cap de l'estat major de la Luftwaffe, General Hans Jeschonnek, demanà permís a Hitler perquè els autoritzés a atacar zones residencials per crear un "pànic en massa". Hitler ho rebutjà, potser perquè desconeixia els danys que ja s'havien comès contra objectius civils. El "Pànic en Massa" només seria emprat com a darrera solució. Hitler es reservà per a si mateix el dret d'usar aquesta arma de terror. La voluntat política hauria de vèncer-se mitjançant el col·lapse de la infraestructura material, la indústria d'armaments, així com les reserves de combustible i menjar. El 16 de setembre, Göring ordenà a les Luftflotten que comencessin la nova fase de la batalla.

### Els atacs sobre les ciutats angleses

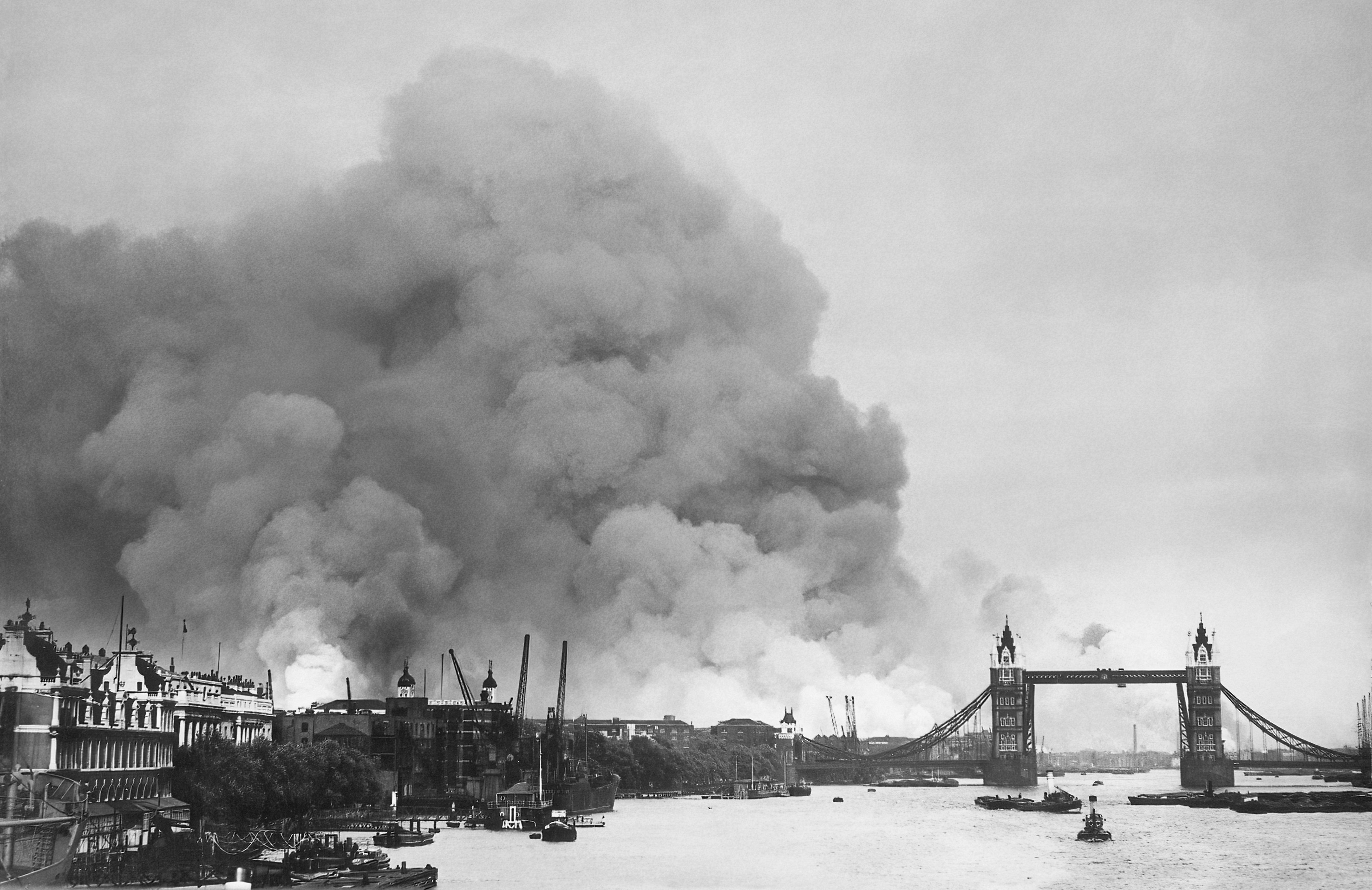
Vista del riu Tàmesis amb el fum que s'aixeca des dels ports de Londres després d'un atac durant el Blitz

La Directiva N. 17 de Hitler, publicada l'1 d'agost de 1940 sobre la conducció de la guerra contra Anglaterra prohibia específicament a la Luftwaffe dirigir bombardeigs de terror per la seva pròpia iniciativa, reservant-se per al mateix Führer el dret d'ordenar atacs de terror com a mida de represàlia, tot i els atacs que el Comandament de Bombarders de la RAF llançava contra les ciutats alemanyes des del maig de 1940. Pel seu costat, Göring se'n feia ressò en la seva ordre general del 30 de juny de 1940 sobre la guerra aèria contra Anglaterra:
| « | La guerra contra Anglaterra s'ha de restringir als atacs destructius contra la indústria i els objectius de la força aèria amb menys forces defensives... L'estudi profund de l'objectiu, quins són els seus punts vitals, és un requisit previ per a l'èxit. Això també fa enfasis en què s'han de fer tots els esforços possibles per evitar la pèrdua innecessària de vides entre la població civil. | » |

Les condicions necessàries per al llançament de l'operació Lleó Marí no s'havien assolit, i potser mai no s'assolirien per la subordinació al doble pla original. L'ofensiva de la Luftwaffe contra la Luftwaffe havia inclòs nombrosos atacs contra els ports principals des d'agost, però Hitler havia ordenat que no s'havia de bombardejar Londres. Però la nit del 23 d'agost van caure bombes accidentalment sobre Harrow, als afores de Londres, així com sobre Aberdeen, Bristol i South Wales. L'atac sobre els aeròdroms va anar acompanyada d'una campanya de bombardeig que començà el 24 d'agost, amb un atac que matà més de 100 persones a Portsmouth. El 25 d'agost de 1940, 81 bombarders del Comandament de Bombarders van ser dirigits a bombardejar objectius industrials i comercials a Berlín. Els núvols van impedir una identificació acurada i les bombes van caure per tota la ciutat, causant diversos morts entre la població civil, així com danys a zones residencials. Els atacs continuats de represàlia sobre Berlín van fer que Hitler retirés la seva directiva, i el 3 de setembre Göring ordenà que Londres fos bombardejat diàriament, amb el suport entusiasta de Kesselring, que sabia que els esquadrons de la RAF a la zona havien quedat reduïts a només 6 ó 7 caces. Hitler publicà una nova directiva el 5 de setembre per atacar les ciutats britàniques, incloent-hi Londres. En el seu discurs del 4 de setembre de 1940, Hitler amenaçà amb la destrucció (ausradieren) de les ciutats britàniques si els bombardeigs britànics sobre Alemanya no s'aturaven. Els bombardeigs de Varsòvia i Rotterdam havien resultat en part decisius per obligar els governs respectius a demanar la pau; i, per a Hitler, no semblava que hi hagués d'haver cap raó per suposar que l'ús de la mateixa tàctica pogués fallar contra els britànics. Aquella decisió era, en part, un reconeixement de la derrota de la Luftwaffe; però, alhora, Göring confiava que encara podrien esgotar-se els caces de la RAF i, que un gir de la sort en el darrer moment, els portaria la victòria. Va resultar un error fatal, car des de llavors el Comandament de Caces va poder operar amb una impunitat que no havia gaudit des de l'inici del Addlerangriff.
La tarda del 7 de setembre de 1940 la Luftwaffe va llançar diversos grans atacs, realitzant 372 sortides de bombarders i 642 sortides de caces, amb objectius situats als ports de l'East End de Londres, realitzant 255 sortides de bombarders més durant la nit. Tot i patir d'escassetat, la RAF s'anticipà als atacs sobre els aeròdroms, i el Grup 11 va enlairar-se per enfrontar-se a ells en un nombre molt més alt del que la Luftwaffe esperava. El primer desplegament oficial de la Gran Ala del Grup 12 va trigar 20 minuts a assolir la formació, perdent el seu objectiu previs, però trobant-se amb una nova formació de bombarders mentre que encara s'enlairava. Van tornar, disculpant-se pel seu magre èxit i culpant el retard amb què se'ls havia reclamat. El matí següent, el vicemariscal de l'aire Park sobrevolà amb el seu Hurricane la ciutat: Hi havia tot d'incendis pel riu. Era una visió horrible. Però vaig mirar el terra i vaig dir "Gràcies a Déu per això", perquè sabia que els nazis havien deixat d'atacar les bases de caces pensant que ja ens havien deixat fora de combat. No del tot, però la veritat és que ens havien deixat bastant atordits. Els atacs de la Luftwaffe sobre el Regne Unit van continuar, amb grans atacs sobre els ports de Londres o, simplement, bombardejant indiscriminadament. El Comandament de Caces havia arribat al seu punt més baix, curt d'homes i avions, i que no ataquessin els camps d'aviació els permetria recuperar-se. El Grup 11 va gaudir d'un considerable èxit contra els atacs diürns. El Grup 12 repetidament va desobeir les ordres i fracassà en la protecció dels aeròdroms del Grup 11, però els seus experiments en Grans Ales cada vegada majors van tenir alguns èxits. La Luftwaffe començà a abandonar els seus atacs diürns, passant a iniciar els seus atacs a darrera hora del vespre en el que acabarien sent 57 nits consecutives d'atacs.

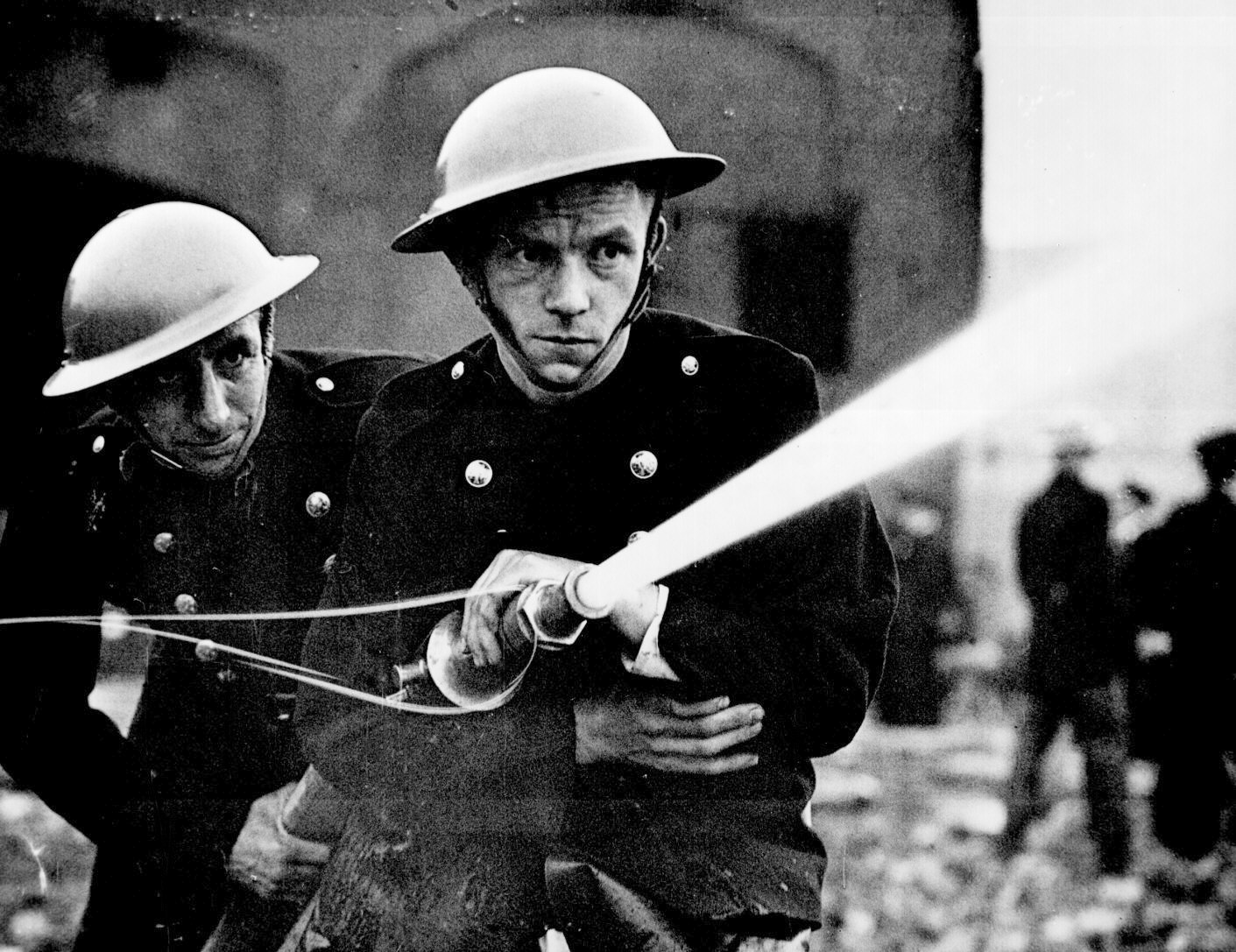
Membres del Servei Auxiliar de Bombers de Londres.

L'aspecte més danyí del canvi d'objectiu per a la Luftwaffe (a Londres) va ser l'increment de la distància a recórrer. Els Bf 109 d'escorta tenien una capacitat limitada de combustible, i per quan arribaven a la ciutat només els quedaven 10 minuts de vol abans d'haver de girar cua per tornar a les seves bases. Això deixà molts atacs sense la vital escorta de caces. El Comandament de Bombarders de la RAF contribuí als problemes enfrontant-se a la Kriegsmarine i enfonsant 8 barques al port d'Oostende.
El 14 de setembre, Hitler presidí una reunió amb l'estat major de l'OKW. Göring es trobava a França, a causa del fet que havia decidit dirigir la part decisiva de la batalla des d'allà, i deixà al Mariscal Milch perquè el representés. Durant la reunió, Hitler formulà la pregunta: "Hauríem de cancel·lar-ho?". Hitler havia acceptat que una invasió, amb una gran cobertura aèria, ja no era possible. En canvi, preferí optar per destruir la moral britànica, mentre que mantenia vigent l'amenaça de la invasió. Hitler va concloure que això podria resultar en "vuit milions tornant-se bojos" (en referència a la població de Londres el 1940), la qual cosa "causaria una catàstrofe" per als britànics. Així doncs, i en aquelles circumstàncies, Hitler afirmà que "fins i tot una petita invasió hauria de recórrer un llarg camí"; tot i que en aquell punt estava en contra de cancel·lar la invasió, car "la cancel·lació podria arribar a oïdes de l'enemic i enfortir la seva resolució."
L'ús dels veloços Ju88 escortats per un gran nombre de Bf 109s no va aconseguir contenir el càstig, i el 15 de setembre, dos grans onades d'atacs alemanys van ser decisivament rebutjats per la RAF, que arribà a usar tots els avions de què disposava el Grup 11. Les baixes totals d'aquell dia crític van ser 60 avions alemanys abatuts per només 26 de britànics. La derrota alemanya va provocar que Hitler, cansat d'esperar i impressionat per les baixes (des del 10 de juliol de 1940 fins a octubre del mateix any, 1.733 avions segons xifres alemanyes i 2.698 segons fonts britàniques), ordenés dos dies després que tots els preparatius per a la invasió de Gran Bretanya fossin "posposats". A més, davant les grans pèrdues en homes i avions i la manca de substituts adequats, la Luftwaffe canvià els bombardeigs diürns pels nocturns, aprofitant la foscor de la nit per a evitar el màxim possible la caça britànica i els seus sistemes antiaeris. En certa manera, aquella va ser la forma inconfessa d'acceptar la victòria britànica i la primera derrota de la fins llavors la tot-poderosa Luftwaffe.
El 13 d'octubre, Hitler retardà de nou la invasió fins a la primavera de 1941; però, finalment, la invasió no va tenir mai lloc. L'octubre és vist com el mes en què finalitzà el bombardeig regular del Regne Unit; i no va ser fins a la Directiva 21 de Hitler del 18 de desembre de 1940 en què es dissipà finalment l'amenaça de la invasió.

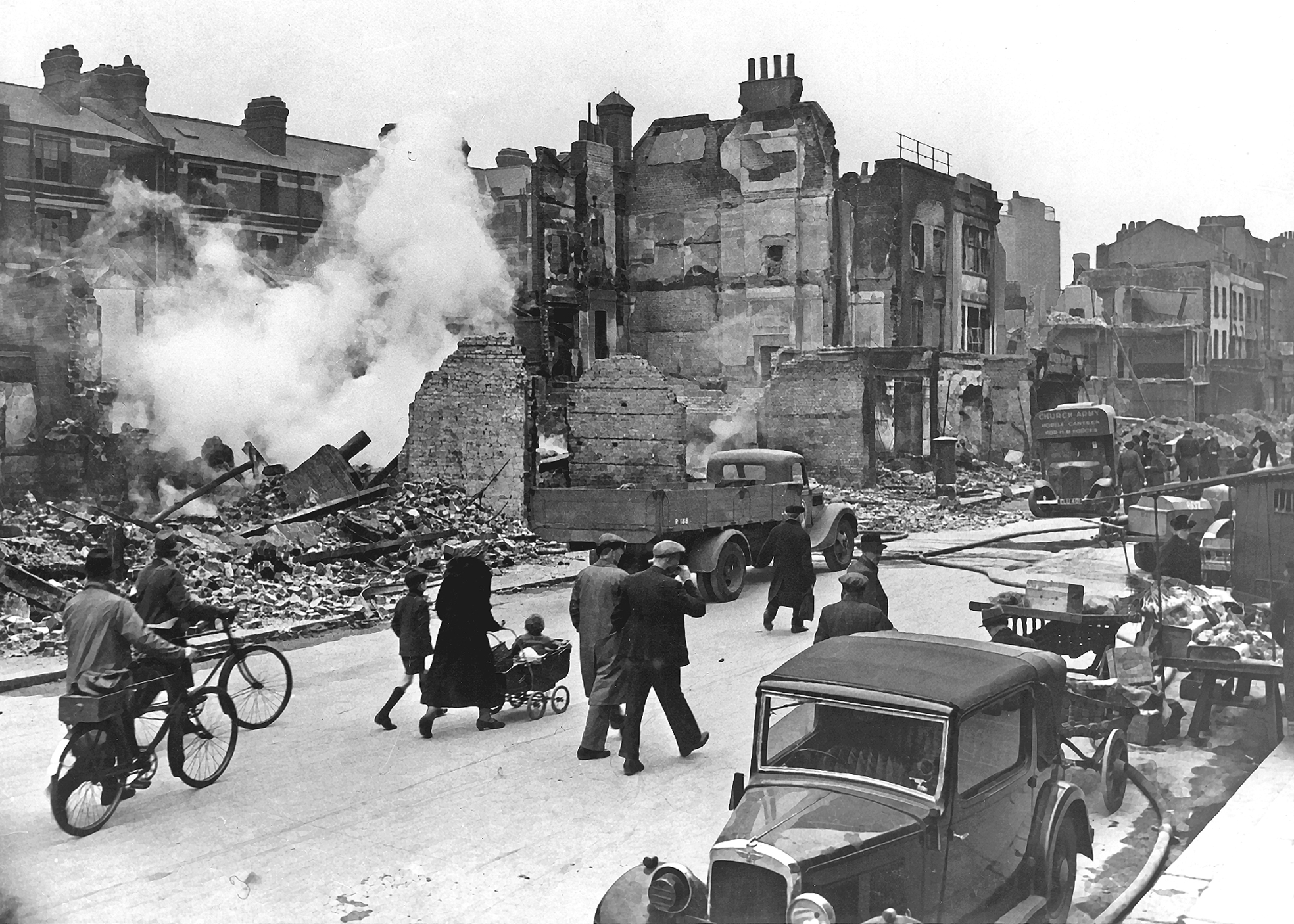
Danys ocasionats durant el bombardeig a Londres.

Durant la Batalla d'Anglaterra, i durant la resta de la guerra, un factor important per mantenir alta la moral pública va ser la presència contínua del Rei Jordi VI i de la seva esposa la Reina Elizabeth. Quan la guerra esclatà el 1939, el Rei i la Reina van preferir quedar-se a Londres i no marxar al Canadà, com s'havia proposat. Jordi VI i Elisabeth oficialment continuaven residint al Palau de Buckingham, tot i que sovint passaven els caps de setmana al Castell de Windsor per visitar les seves filles, Elisabet (la futura reina i Margaret). El Palau de Buckingham va resultar danyat per les bombes el 10 i, més seriosament, el 13 de setembre, quan dues bombes van destruir la Capella Reial. La parella reial en aquells moments es trobava en una cambra a uns 100 metres. El 24 de setembre, en reconeixement de la valentia dels civils davant els bombardeigs, Jordi VI instituí la concessió de la Creu de Jordi, equiparant-la a la Creu Victòria militar.

## Després de la batalla
La Batalla d'Anglaterra va ser la primera derrota de les tropes de Hitler, amb la superioritat aèria vista com a clau per a la victòria. Les teories de preguerra havien exagerat els temors del bombardeig estratègic, i l'opinió pública britànica es va veure enfortida. A Hitler no li semblà un daltabaix seriós, car la Gran Bretanya no estava en una posició en què pogués causar un dany real als seus plans, i el pla d'invasió al darrer minut havia resultat un afegit sense importància a l'estratègia britànica. Però per als britànics, el Comandament de Caces de la RAF havia aconseguit una gran victòria, seguint la política de 1937 de per prevenir que els alemanys aconseguissin fer fora de la guerra als britànics. L'èxit del Comandament de Caces va ser tal que la conclusió del famós discurs "Batalla d'Anglaterra" pronunciat per Churchill a la Cambra dels Comuns el 18 de juny ha quedat només dedicat a ells: "... si l'Imperi Britànic i la Commonwealth duren mil anys, els homes encara diran 'Aquest va ser el seu millor moment'."
La Luftwaffe subestimà una força de combat insòlitament dotada. El Comandament de Caces de la RAF era una institució típicament britànica, formada per un garbuix de professionals i aficionats que es respectaven mútuament. Dowding era fort i decidit com a cap, però era tímid i reservat quan no estava sol. Els seus pilots eren principalment reservistes que s'havien presentat voluntaris i havien assolit un gran nivell de destresa. El Cos Voluntari de Reservistes de la RAF havia estat una organització molt eficient durant molts anys; i quan va ser necessari, els seus membres es van mostrar com a uns dignes adversaris dels pilots professionals de Göring. A més, eren més capaços de pensar per si mateixos: joves pragmàtics, ensinistrats per experts que cada dia provaven tàctiques noves. Les esquadrilles de la RAF pensaven per si mateixes, la qual cosa no feien les de la Luftwaffe: no llençaven el temps ni municions ni es retiraven per trobar-se en inferioritat numèrica.
La Batalla d'Anglaterra també senyalà un canvi significatiu en l'opinió pública nord-americana. Durant la batalla, molta gent acceptava la visió promoguda per l'ambaixador americà a Londres, Joseph Kennedy, que creia que el Regne Unit no aconseguiria sobreviure. Però Roosevelt volia una segona opinió, i envià a "Wild Bill" Donovan en una ràpida visita a Gran Bretanya, qui va quedar convençut que els britànics sobreviurien i que se'ls havia d'ajudar en tot allò que calgués.
Ambdós bàndols van exagerar les xifres d'avions abatuts. En general, les demandes són dues o tres vegades les xifres reals, donada la confusió de lluitar en batalles aèries en 3 dimensions dinàmiques. Les anàlisis de postguerra mostraren que entre juliol i setembre, la RAF reclamà 2.698 victòries (contra 1.023 avions perduts), mentre que la Luftwaffe reclamà 3.198 avions de la RAF abatuts (perdent només 873 caces i 1.214 bombarders). A les xifres de la RAF se li haurien d'afegir 376 avions del Comandament de Bombarders i 148 del Comandament Costaner llançant bombardeigs, minant i realitzant operacions de reconeixement en defensa del país.
Tres historiadors, la Dra. Christina Goulter, el Professor Gary Sheffield, i el Dr. Andrew Gordon, que van donar classes al Comandament de Serveis Conjunts i a l'Acadèmia d'Estat Major, han suggerit que l'existència de la Royal Navy era prou per aturar als alemanys, encara que la Luftwaffe hagués guanyat, car la Kriegsmarine tenia uns mitjans limitats per combatre amb la Royal Navy, la qual hagués intervingut per evitar un desembarcament. Alguns veterans de la batalla senyalen el fet que la Royal Navy hauria sigut vulnerable als atacs aeris de la Luftwaffe si Alemanya hagués assolit la superioritat aèria, senyalant el destí que van patir el HMS Prince of Wales i el HMS Repulse, els quals van ser enfonsats al desembre de 1941 només mitjançant el poder aeri.
Tot i les afirmacions sobre la capacitat de la Royal Navy per rebutjar una invasió alemanya puguin ser discutides, sí que hi ha un consens entre els historiadors en el fet que la Luftwaffe per si sola no hauria pogut derrotar a la RAF, sense la qual cosa l'èxit en la invasió de les illes britàniques era impossible. Stephen Bungay descriu l'estratègia de Dowding i Park d'escollir quan combatre l'enemic mentre que mantenien una força coherent ha estat defensada. La RAF, al contrari de la Luftwaffe, demostrà ser una organització robusta i capaç que emprava tots els recursos disponibles per assolir el màxim avantatge. Richard Evans escriu:
| « | Independentment que Hitler hagués continuat, simplement no tenia els recursos per establir la superioritat aèria, que era la condició sine quan on per poder realitzar la travessa del Canal. Un terç de la Luftwaffe s'havia perdut en la campanya occidental de la primavera. Els alemanys no disposaven de pilots entrenats, els caces eficaços i els bombarders pesats que haurien estat necessaris. | » |

La Luftwaffe tenia 1.511 bombarders disponibles el 21 de juny de 1941, just abans de l'Operació Barbarroja. Aquesta xifra és significativament alta, amb 1.711 l'11 de maig de 1940, a l'inici de la batalla de França, amb una caiguda de 200 durant maig de 1940.
Stephen Bungay afirmà que:
| « | A l'estiu de 1940, la RAF va combatre a mort amb la Luftwaffe en una lluita de la que, com Theo Osterkamp observà encertadament, la Luftwaffe mai no es recuperà, i començà un llarg declivi. Malgrat les seves victòries a Rússia al 1941, ja mai torna a ser tan forta, en relació als seus enemics, com ho havia estat al juliol de 1940. | » |

Els alemanys van llançar diversos atacs espectaculars contra importants indústries britàniques, però no van poder destruir el potencial de la indústria britànica, i van fer un magre esforç sistemàtic per aconseguir-ho. Això no amaga el fet que l'amenaça pel Comandament de Caces era molt real i que, per als participants, semblava com si només hi hagués un estret marge entre la victòria i la derrota. Així doncs, la victòria esdevingué molt més important psicològicament que no pas físicament. Com afirmà Alfred Price:
| « | La veritat de l'assumpte, confirmada pels fets del 18 d'agost, és més prosaica: ni atacant els aeròdroms ni tampoc atacant Londres, la Luftwaffe no era capaç de destruir el Comandament de Caces. Donada la grandària de la força de caces britànics i l'alta qualitat en general de la seva equipació, la seva formació i la seva moral, la Luftwaffe només podria haver assolit una pírrica victòria. Durant l'acció del 18 d'agost, el cost per a la Luftwaffe va ser de 5 tripulacions entrenades mortes, ferides o presoneres per cada pilot britànic mort o ferit; la proporció va ser semblant a la d'altres dies de la batalla. I aquesta proporció de 5:1 va estar molt a prop de la que hi havia entre el nombre de tripulacions alemanyes participants en la batalla i les del Comandament de Caces. En altres paraules, ambdós bàndols estaven patit gairebé les mateixes baixes en pilots entrenats, en proporció a la seva força total... A la Batalla d'Anglaterra, per primera vegada en tota la Segona Guerra Mundial, la màquina de guerra alemanya tenia davant seu una gran tasca que no va aconseguir portar a terme, i al fracassar demostrà que no era invencible. A la rigidesa de la determinació d'aquells que estaven decidits a resistir a Hitler la batalla va ser un important punt d'inflexió en el conflicte | » |

La victòria britànica a la Batalla d'Anglaterra no va ser sinó pagant un preu molt elevat. El total de pèrdues civils britàniques entre juliol i desembre de 1940 va ser de 23.002 morts i 32.138 ferits. En un únic atac, tingut lloc el 19 de desembre de 1940, gairebé van morir 3.000 persones.
El brillant lideratge de Dowding i Park, que provà amb èxit les seves teories de la defensa aèria, els va crear molts enemics entre l'alt comandament de la RAF i, en un episodi mesquí, ambdós van ser rellevats dels seus càrrecs immediatament després de la batalla.
El final de la batalla va permetre als britànics reconstruir la seva força militar i establir-se com una base aliada. La Gran Bretanya serviria posteriorment com la base des d'on es llançà l'Alliberament de l'Europa occidental.

## El Dia de la Batalla d'Anglaterra

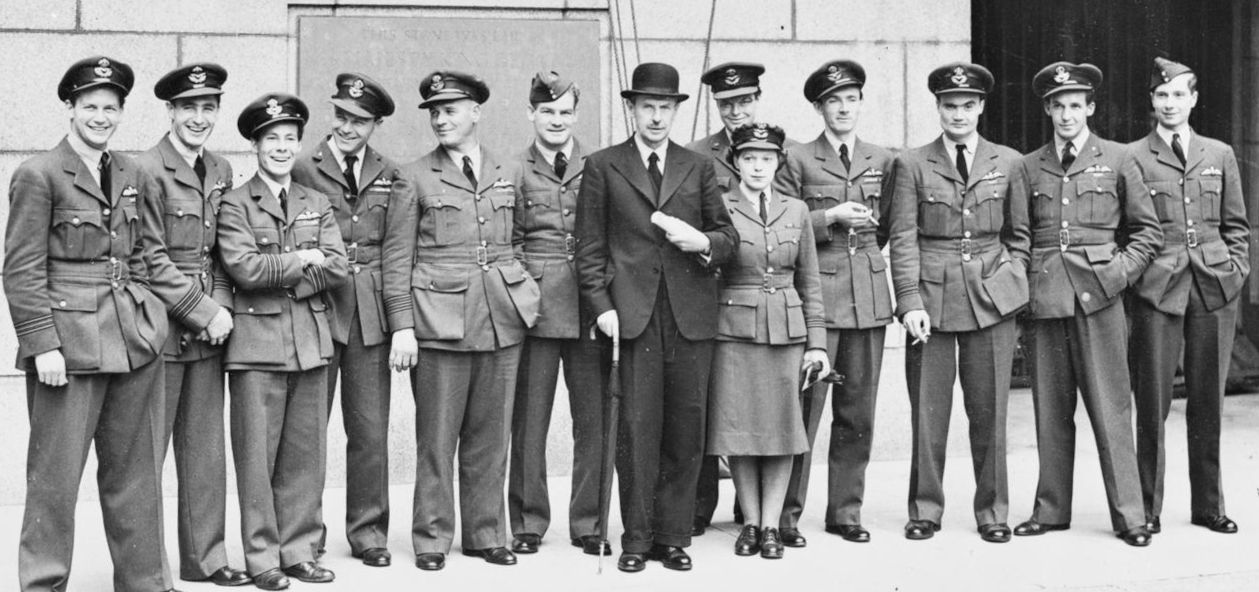
Dowding (al centre, de civil) amb alguns de Els pocs.

Winston Churchill va resumir l'efecte de la batalla i la contribució del Comandament de Caces amb les paraules Mai en el camp dels conflictes humans tants han degut tant a tant pocs. Els pilots que van participar en la Batalla han passat a ser coneguts com "Els Pocs" des de llavors. El Dia de la Batalla d'Anglaterra es commemora al Regne Unit el 15 de setembre, mentre que als països de la Commonwealth és el tercer diumenge de setembre.

## La pel·lícula
La història de la Batalla d'Anglaterra va ser la base de la pel·lícula de 1969 Battle of Britain, en la que participaren diversos respectats anglesos com a figures clau de la batalla, incloent-hi Sir Laurence Olivier com Hugh Dowding i Trevor Howard com Keith Park. També hi apareixien Michael Caine, Christopher Plummer i Robert Shaw com a comandants d'aeròdrom. Veterans de la batalla van participar com a consellers tècnics, incloent-hi Douglas Bader, James Lacey, Adolf Galland i el mateix Dowding.